# Emigrazione italiana

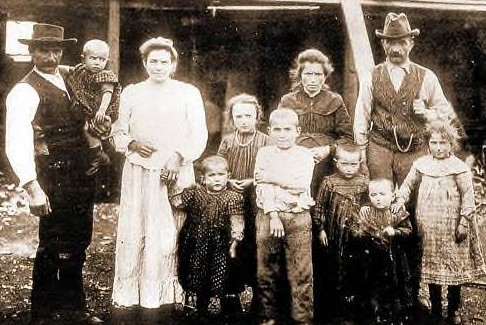
Coloni modenesi a Capitan Pastene (Cile) nel 1910: la famiglia Castagnoli

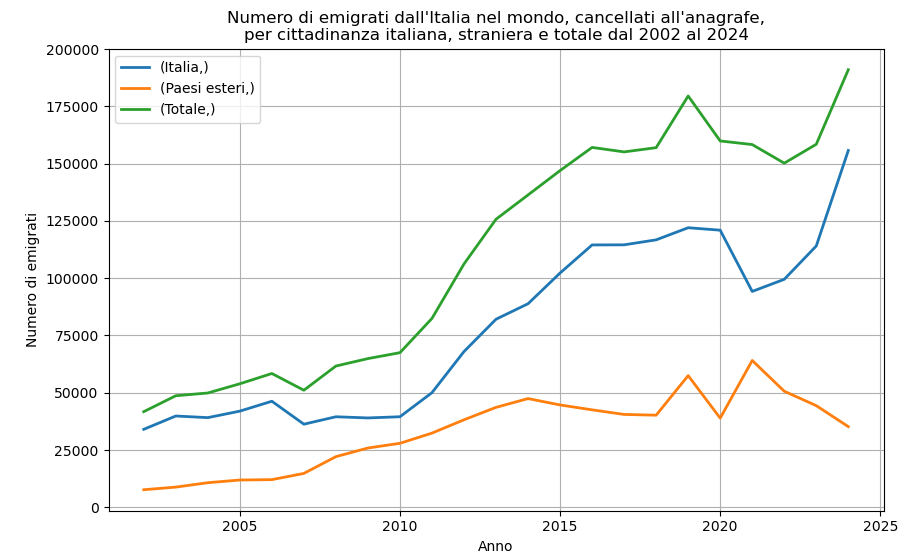
Fonte:[http://dati.istat.it/Index.aspx?DataSetCode=DCIS_MIGRAZIONI Istat

L'emigrazione italiana è un fenomeno emigratorio su larga scala finalizzato all'espatrio che interessa la popolazione italiana, che ha riguardato dapprima l'Italia settentrionale e poi, dopo il 1880, anche il Mezzogiorno d'Italia, conoscendo peraltro anche consistenti movimenti interni, compresi cioè all'interno dei confini geografici del Paese.
Sono stati tre i periodi durante i quali l'Italia ha conosciuto un cospicuo fenomeno emigratorio destinato all'espatrio. Il primo periodo, conosciuto come grande emigrazione, ha avuto inizio nel 1861 dopo l'unità d'Italia ed è terminato negli anni venti del XX secolo con l'ascesa del fascismo. Il secondo periodo di forte emigrazione all'estero, conosciuto come migrazione europea, è avvenuto tra la fine della seconda guerra mondiale (1945) e gli anni settanta del XX secolo. Tra il 1861 e il 1985 hanno lasciato il Paese, senza farvi più ritorno, circa 18 725 000 italiani. I loro discendenti, che sono chiamati "oriundi italiani", possono essere in possesso, oltre che della cittadinanza del Paese di nascita, anche della cittadinanza italiana dopo averne fatto richiesta, ma sono pochi i richiedenti che risiedono fuori Italia. Gli oriundi italiani ammontano nel mondo a un numero compreso tra i 60 e gli 80 milioni.
Una terza ondata emigratoria destinata all'espatrio, che è cominciata all'inizio del XXI secolo e che è conosciuta come nuova emigrazione, è causata dalle difficoltà che hanno avuto origine nella grande recessione, crisi economica mondiale che è iniziata nel 2007. Questo terzo fenomeno emigratorio, che ha una consistenza numerica inferiore rispetto ai due precedenti, interessa principalmente i giovani, spesso laureati, tant'è che viene definito come una "fuga di cervelli". Secondo l'anagrafe degli italiani residenti all'estero (AIRE), il numero di cittadini italiani che risiedono fuori dall'Italia è passato dai 3 106 251 del 2006 ai 5 806 068 del 2021, con un incremento pari all'87%.

## Generalità

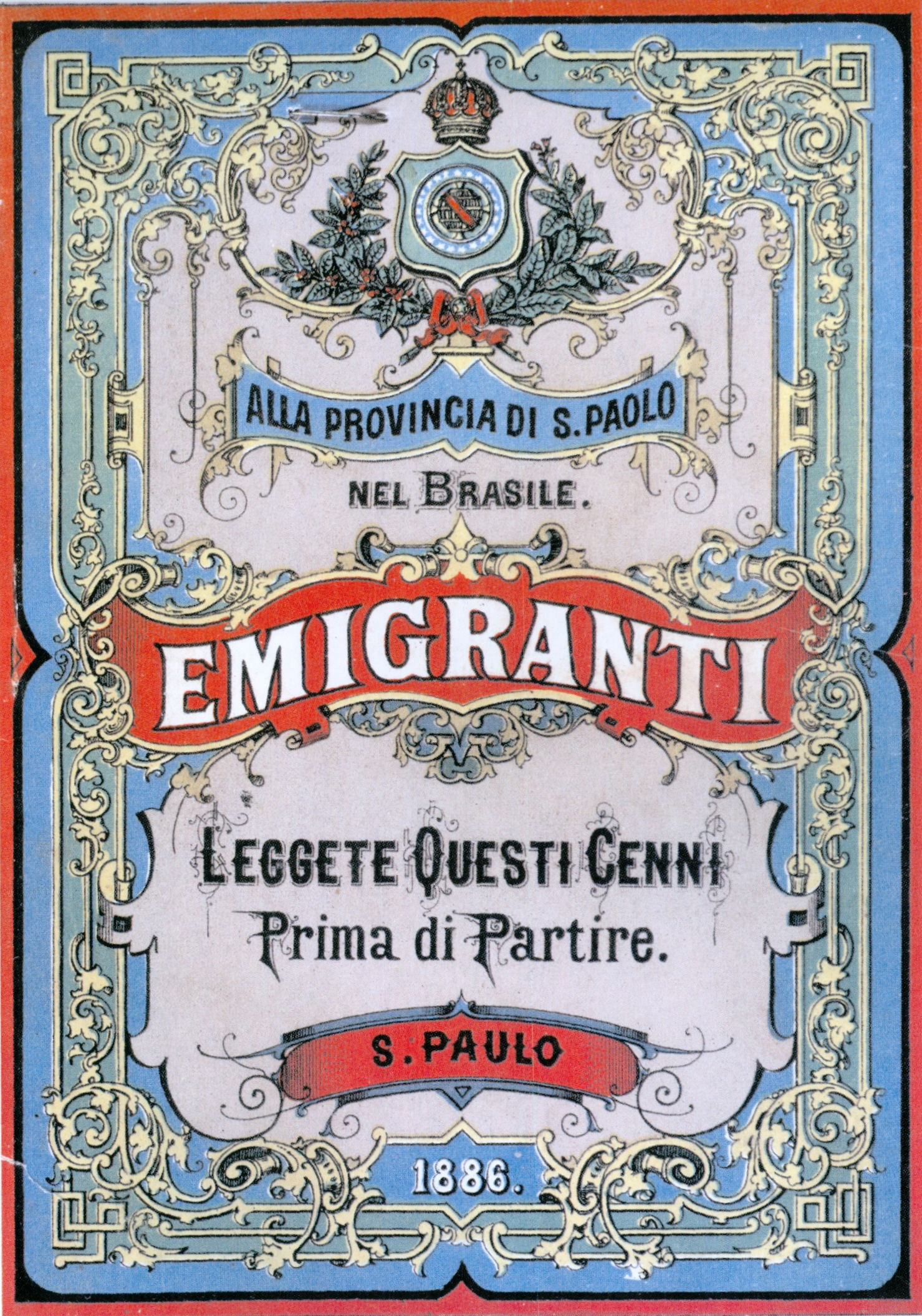
Manifesto realizzato nel 1886 dalla Stato federato brasiliano di San Paolo, destinato ai potenziali emigranti italiani in Brasile

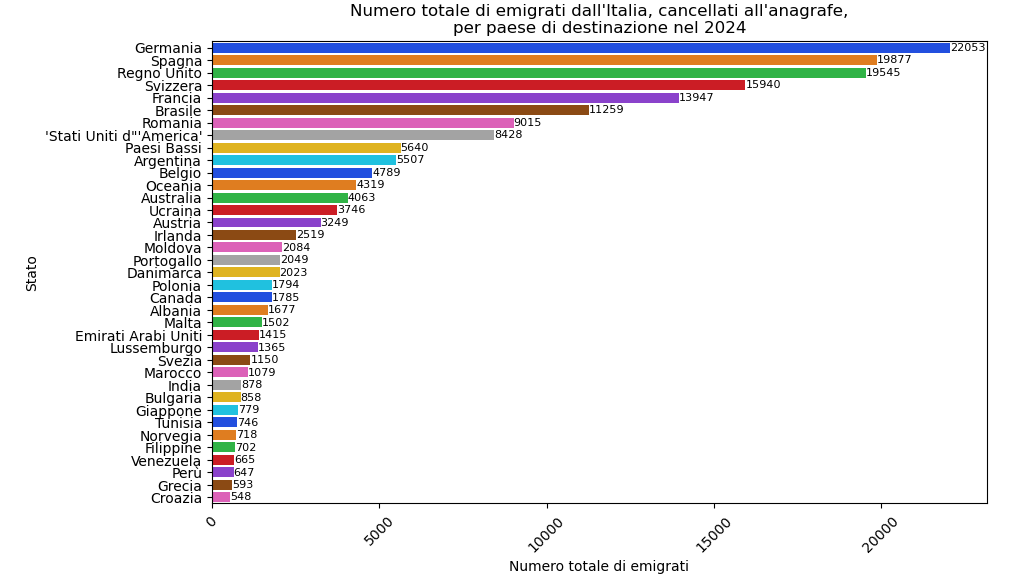
Fonte:[http://dati.istat.it/Index.aspx?DataSetCode=DCIS_MIGRAZIONI Istat

Tra il 1861 e il 1985 gli italiani che hanno lasciato il proprio Paese sono stati circa 29 milioni: di questi, circa 10 275 000 sono successivamente tornati in Italia (35%), mentre circa 18 250 000 si sono definitivamente stabiliti all'estero (65%) senza farvi più ritorno. Nell'arco di poco più di un secolo è emigrato un numero consistente di italiani, soprattutto considerando la popolazione residente nella Penisola al momento della proclamazione del Regno d'Italia (1861) che era, considerando i confini attuali (cioè anche con Lazio e Triveneto), pari a circa 26 milioni di italiani (la popolazione italiana raggiunse poi, nel 1981, i 56 milioni di abitanti). Si trattò di un esodo che toccò tutte le regioni italiane. Tra il 1876 e il 1900 l'emigrazione italiana interessò prevalentemente l'Italia settentrionale, con tre regioni che fornirono da sole più del 47% dell'intero contingente migratorio: il Veneto (17,9%), il Friuli-Venezia Giulia (16,1%) e il Piemonte (13,5%). Nei due decenni successivi il primato migratorio passò all'Italia meridionale, con quasi tre milioni di persone emigrate soltanto da Calabria, Campania, Puglia e Sicilia, e quasi nove milioni da tutta Italia.
La causa principale dell'emigrazione italiana fu la povertà, dovuta alla mancanza di terra da lavorare, specialmente nell'Italia meridionale. Altre motivazioni furono problemi politici interni, tra cui l'avversione dello Stato italiano verso gli anarchici, tant'è che molti di essi decisero di emigrare, e l'insicurezza causata dalla criminalità organizzata. Altre difficoltà sorgevano dai contratti agricoli in uso nel XIX secolo, specialmente nel nord-est e nel sud, che non erano convenienti per gli agricoltori, molti dei quali furono spinti a lasciare l'Italia in cerca di condizioni migliori.
Altra decisiva causa che si aggiunse a quelle sopracitate fu la sovrappopolazione, soprattutto nell'Italia meridionale, che ebbe origine dal miglioramento delle condizioni socioeconomiche del Paese, avvenuto nei primi decenni dopo l'unificazione nazionale (1861). Le famiglie dell'Italia meridionale iniziarono infatti ad avere accesso (per la prima volta) agli ospedali, a migliori condizioni igieniche e a un più costante approvvigionamento di cibo.

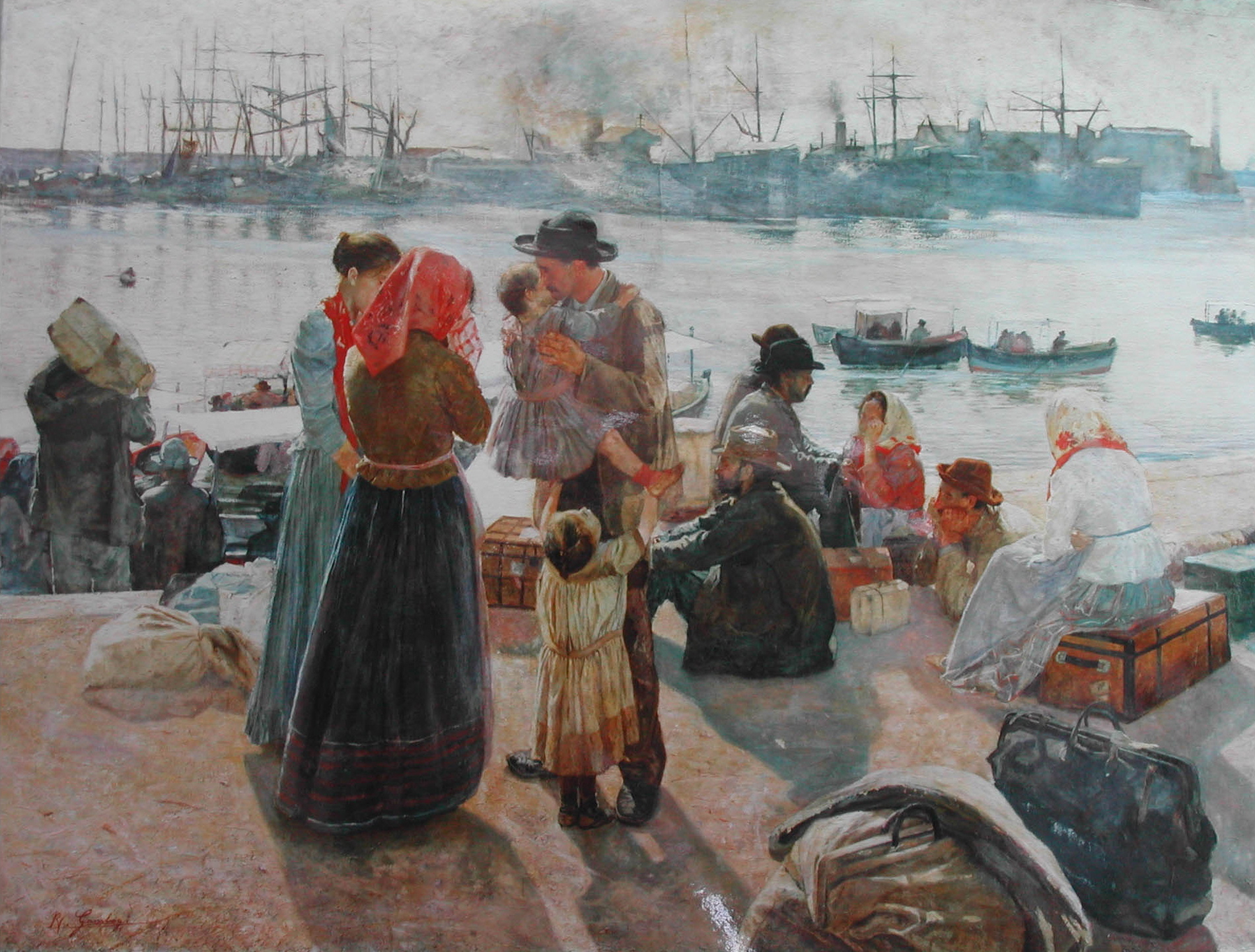
Raffaello Gambogi, Gli emigranti,
1894

Ciò portò a una crescita demografica che spinse le nuove generazioni, tra la fine del XIX secolo e l'inizio del XX secolo, a emigrare all'estero, soprattutto nelle Americhe. Contemporaneamente, il capitale industriale si diffuse, dalla sua precedente ed esclusiva concentrazione nelle città dell'Europa settentrionale e nel Regno Unito, anche nelle Americhe e nelle piantagioni e nelle miniere delle colonie europee in Africa e in Asia. Questa diffusione di capitali creò milioni di posti di lavoro non qualificati in tutto il mondo: ciò invogliò milioni di italiani a lasciare il proprio Paese in cerca di lavoro e di condizioni di vita migliori.
Si può suddividere l'emigrazione italiana in tre fasi temporali: la cosiddetta grande emigrazione, che avvenne tra la fine del XIX secolo e gli anni trenta del XX secolo (dove fu preponderante l'emigrazione verso le Americhe), l'emigrazione europea, che ha avuto inizio negli anni cinquanta e che è terminata negli anni settanta del XX secolo, e la nuova emigrazione, che è iniziata all'inizio del XXI secolo a causa della grave crisi economica del 2007-2008. Nel 2011, a livello mondiale, erano 4 636 647 gli italiani residenti all'estero, a cui va sommato un numero compreso tra i 60 e gli 80 milioni di discendenti degli emigrati, chiamati "oriundi italiani", che hanno lasciato il loro Paese tra il XIX e il XX secolo senza farvi più ritorno. Questi oriundi possono essere in possesso, oltre che della cittadinanza del Paese di nascita, anche della cittadinanza italiana.
Il quadro complessivo del fenomeno è il seguente:
| Numero di emigrati italiani per decennio e per nazione di destinazione               |           |           |           |                    |           |           |           |             |            |
| Anni                                                                                 | Francia   | Germania  | Svizzera  | Stati Uniti Canada | Argentina | Brasile   | Australia | Altri Paesi | Totale     |
| 1861-1870                                                                            | 288.000   | 44.000    | 38.000    | -                  | -         | -         | -         | 91.000      | 461.000    |
| 1871-1880                                                                            | 347.000   | 105.000   | 132.000   | 26.000             | 86.000    | 37.000    | 460       | 265.000     | 1.458.000  |
| 1881-1890                                                                            | 374.000   | 86.000    | 71.000    | 251.000            | 391.000   | 215.000   | 1.590     | 302.000     | 2.680.000  |
| 1891-1900                                                                            | 259.000   | 230.000   | 189.000   | 520.000            | 367.000   | 580.000   | 3.440     | 390.000     | 4.935.000  |
| 1901-1910                                                                            | 572.000   | 591.000   | 655.000   | 2.394.000          | 734.000   | 303.000   | 7.540     | 388.000     | 5.633.000  |
| 1911-1920                                                                            | 664.000   | 285.000   | 433.000   | 1.650.000          | 315.000   | 125.000   | 7.480     | 429.000     | 3.908.480  |
| 1921-1930                                                                            | 1.010.000 | 11.490    | 157.000   | 450.000            | 535.000   | 76.000    | 33.000    | 298.000     | 2.570.490  |
| 1931-1940                                                                            | 741.000   | 7.900     | 258.000   | 170.000            | 190.000   | 15.000    | 6.950     | 362.000     | 1.851.850  |
| 1946-1950                                                                            | 175.000   | 2.155     | 330.000   | 158.000            | 278.000   | 45.915    | 87.265    | 219.000     | 1.297.335  |
| 1951-1960                                                                            | 491.000   | 1.140.000 | 1.420.000 | 297.000            | 24.800    | 22.200    | 163.000   | 381.000     | 3.939.000  |
| 1961-1970                                                                            | 898.000   | 541.000   | 593.000   | 208.000            | 9.800     | 5.570     | 61.280    | 316.000     | 2.632.650  |
| 1971-1980                                                                            | 492.000   | 310.000   | 243.000   | 61.500             | 8.310     | 6.380     | 18.980    | 178.000     | 1.318.170  |
| 1981-1985                                                                            | 20.000    | 105.000   | 85.000    | 16.000             | 4.000     | 2.200     | 6.000     | 63.000      | 301.200    |
| Partiti                                                                              | 6.322.000 | 3.458.000 | 4.604.000 | 6.201.000          | 2.941.000 | 1.432.000 | 396.000   | 3.682.000   | 29.036.000 |
| Tornati                                                                              | 2.972.000 | 1.045.000 | 2.058.000 | 721.000            | 750.000   | 162.000   | 92.000    | 2.475.000   | 10.275.000 |
| Rimasti                                                                              | 3.350.000 | 2.413.000 | 2.546.000 | 5.480.000          | 2.191.000 | 1.270.000 | 304.000   | 1.207.000   | 18.761.000 |
| Totale partiti: 29.036.000 · Totale tornati: 10.275.000 · Totale rimasti: 18.761.000 |           |           |           |                    |           |           |           |             |            |

## Storia

### Le premesse: le comunità storiche di emigrati italiani

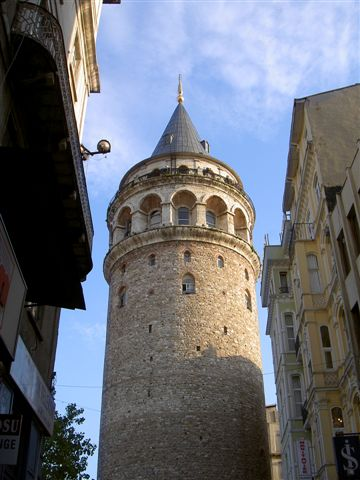
La Torre di Galata a Istanbul, in Turchia, costruita nel 1348 dalla Repubblica di Genova e tuttora simbolo degli italo-levantini

Una delle comunità storiche di emigrati italiani sono gli italo-levantini, che da secoli sono radicati nella moderna Turchia, specialmente a Istanbul (l'antica Costantinopoli) e a Smirne. Gli italo-levantini, che sono insediati nel Mediterraneo orientale dai tempi delle crociate e delle repubbliche marinare italiane, sono una piccola comunità di discendenti dei coloni genovesi e veneziani (e in minor parte pisani e fiorentini) che si sono trasferiti nei fondachi orientali delle repubbliche marinare, principalmente per il commercio e per il controllo del traffico marittimo tra la penisola italiana e l'Asia. Le loro principali caratteristiche sono quelle di avere mantenuto la fede cattolica in un Paese prevalentemente musulmano, di continuare a parlare l'italiano tra loro (pur esprimendosi anche in turco, greco e francese nei rapporti sociali) e di non essersi fusi (con matrimoni misti) con le locali popolazioni turche. Nei decenni intorno alla prima e alla seconda guerra mondiale vennero definiti "levantini", ovvero "italiani del levante". Al 2017 sono presenti, in Turchia, circa 4 000 italo-levantini.
Gli italo-libanesi sono una comunità insediata in Libano che è composta da alcune migliaia di persone. Durante il Medioevo le repubbliche marinare crearono piccole colonie commerciali nel moderno Libano, le più importante delle quali furono le colonie genovesi di Beirut, Tripoli e Biblo: qui si stanziarono molti coloni genovesi, che a volte si fusero con le popolazioni locali. In tempi più recenti gli italiani sono emigrati in Libano in piccoli gruppi, specialmente alla fine dell'Ottocento e negli anni intorno alla prima e alla seconda guerra mondiale. La maggior parte di loro ha scelto di stabilirsi a Beirut, per via del suo stile di vita europeo. Al 2017 la comunità di italo-libanesi è composta di circa 4 300 persone.
Gli italiani di Odessa sono menzionati per la prima volta in documenti del Duecento, quando sul territorio della futura Odessa, città dell'Ucraina meridionale sul Mar Nero, fu collocato l'ancoraggio delle navi commerciali genovesi, che venne chiamato "Ginestra", forse dal nome della pianta di ginestra, molto diffusa nelle steppe del Mar Nero. L'affluenza degli italiani nel sud dell'Ucraina crebbe particolarmente con la fondazione di Odessa, che avvenne nel 1794. Tutto ciò fu facilitato dal fatto che alla guida dell'appena fondata capitale del bacino del Mar Nero ci fosse un napoletano di origine spagnola, Giuseppe De Ribas, in carica fino al 1797. Nel 1797 si contavano a Odessa circa 800 italiani, pari al 10% della popolazione totale: si trattava per lo più di commercianti e di marinai napoletani, genovesi e livornesi, a cui poi si aggiunsero artisti, tecnici, artigiani, farmacisti e insegnanti. La Rivoluzione del 1917 fece partire molti di loro verso l'Italia, o per altre città dell'Europa. In epoca sovietica di italiani di Odessa ne rimasero solo poche decine, la maggior parte dei quali non conosceva più la propria lingua. Con il tempo si sono fusi con la popolazione locale, perdendo le connotazioni etniche di origine.

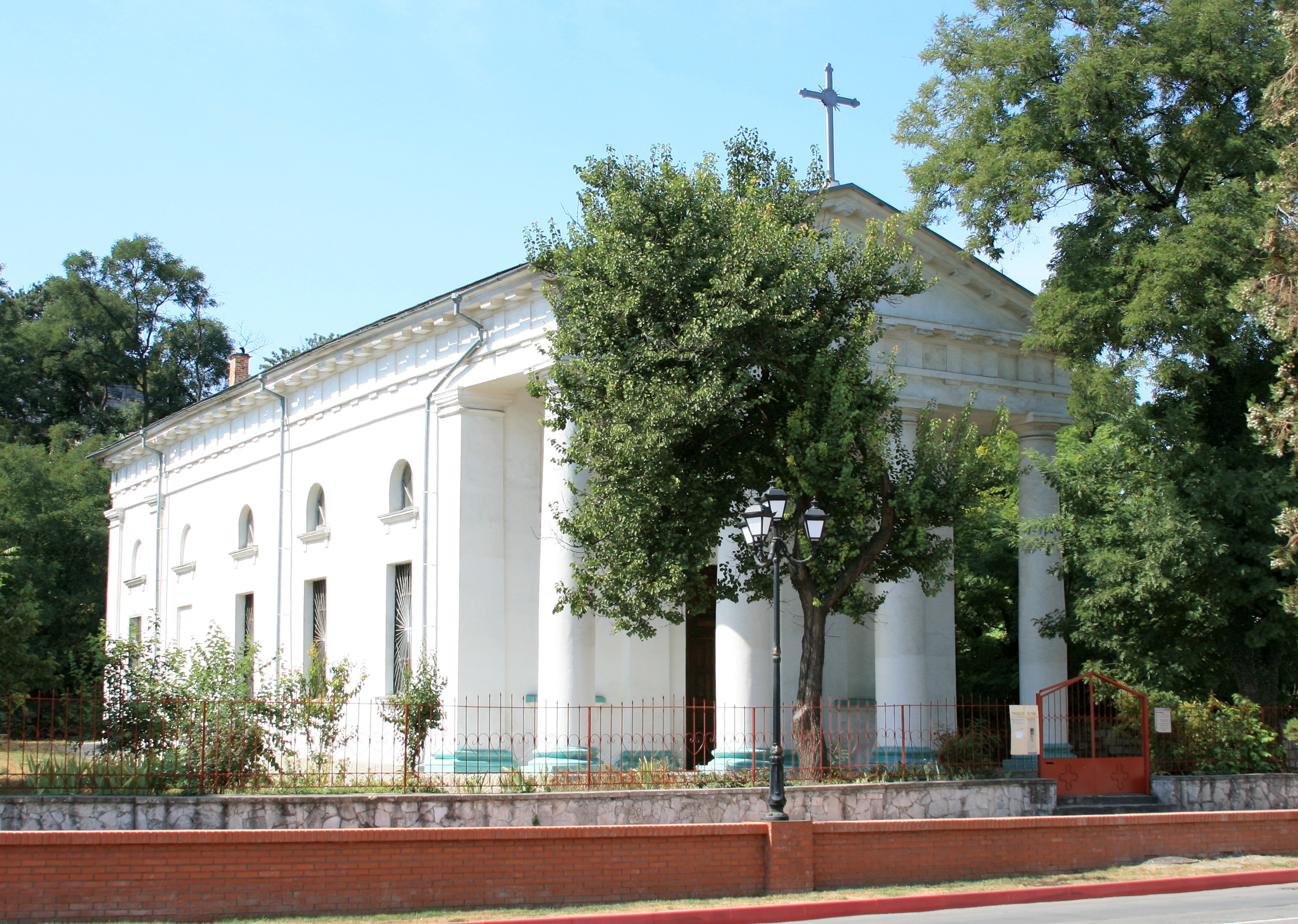
Chiesa cattolica di Santa Maria Assunta a Kerč', riferimento per gli italiani di Crimea

Gli italiani di Crimea sono una minoranza etnica residente nella penisola omonima, il cui nucleo più consistente si trova nella città di Kerč'. Il primo flusso migratorio italiano giunse a Kerč' all'inizio dell'Ottocento. Nel 1820 in città abitavano circa trenta famiglie italiane provenienti da varie regioni. Il porto di Kerč' era regolarmente frequentato da navi italiane ed era stato aperto anche un consolato del Regno di Sardegna. Fra il 1820 e la fine del secolo giunsero in Crimea, nel territorio di Kerč', emigranti italiani provenienti soprattutto dalle località pugliesi di Trani, Bisceglie e Molfetta, allettati dalla promessa di buoni guadagni, dalla fertilità delle terre e dalla pescosità dei mari. Gli italiani si diffusero anche a Feodosia (l'antica colonia genovese di Caffa), Simferopoli, Odessa, Mariupol e in alcuni altri porti russi e ucraini del Mar Nero, soprattutto a Novorossijsk e Batumi. Secondo il Comitato statale ucraino per le nazionalità, nel 1897 gli italiani sarebbero stati l'1,8% della popolazione della provincia di Kerč, percentuale passata al 2% nel 1921; alcune fonti parlano specificatamente di tremila o cinquemila persone. Con l'avvento dell'Unione Sovietica, alcune famiglie fuggirono in Italia via Costantinopoli, mentre gli altri furono perseguitati con l'accusa di simpatizzare per il fascismo. A metà degli anni venti del Novecento gli emigrati italiani antifascisti rifugiati in Unione Sovietica furono inviati a Kerč per "rieducare" la minoranza italiana. A seguito di ciò, nel censimento del 1933, la percentuale degli italiani risultava scesa all'1,3% della popolazione della provincia di Kerč. Infine, tra il 1935 e il 1938, le purghe staliniane fecero sparire nel nulla molti italiani di Crimea, arrestati con l'accusa formale di spionaggio a favore del fascismo e di praticare attività controrivoluzionarie. Nel 1942, durante la seconda guerra mondiale, a causa dell'avanzamento della Wehrmacht in Ucraina e in Crimea, la minoranza italiana presente sul territorio sovietico finì deportata con l'accusa di collaborazionismo, seguendo il destino dei tedeschi del Volga, già deportata nell'agosto 1941 durante l'operazione Barbarossa. La popolazione degli italiani di Crimea ammonta nel 2017 a circa cinquecento persone, anche se un censimento ufficiale non è mai stato effettuato. La maggior parte di loro risiede a Kerč, dove nel 2008 è stata costituita l'associazione "C.E.R.K.I.O." (Comunità degli Emigrati in Regione di Crimea - Italiani di Origine).

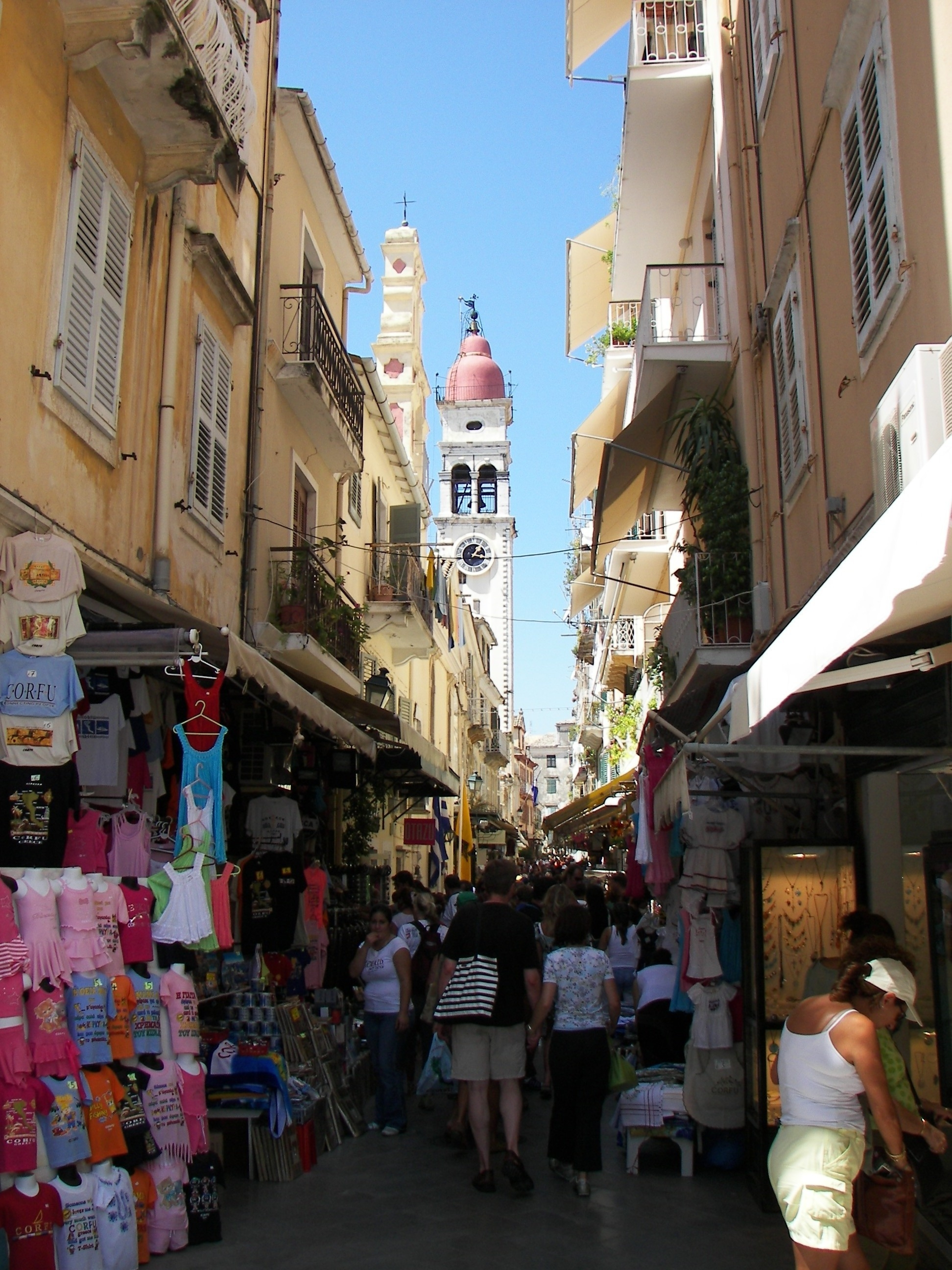
Tipica architettura "veneziana" nel centro storico di Corfù

I genovesi di Gibilterra sono una comunità etnica radicata da secoli a Gibilterra: è costituita dai discendenti di genovesi e – più generale – dei liguri che si sono stabiliti in questa città durante l'esistenza della Repubblica di Genova. Questo gruppo etnico è totalmente integrato nella società di Gibilterra e nessuno parla più l'originaria lingua ligure. Ancora oggi si trovano con evidenza molte tracce di una comunità genovese che si insediò a Gibilterra nel XVI secolo e che ancora ai primi del Settecento componeva quasi la metà della popolazione di Gibilterra. Nella seconda metà dell'Ottocento si radicarono a Gibilterra anche alcuni siciliani, ma la maggior parte della comunità italiana di Gibilterra rimase ligure. La lingua genovese era l'idioma più parlato a Gibilterra nel primo secolo dell'occupazione britannica, ma in seguito a un'epidemia, nel 1804, che spopolò Gibilterra, perse il suo primato per via del ripopolamento da altre aree (specialmente spagnole e portoghesi): alla fine dell'Ottocento la comunità genovese di Gibilterra iniziò a non usare più la propria lingua, preferendo il Llanito (un misto locale di spagnolo e inglese, che contiene circa 700 parole prese dalla lingua ligure). Il genovese scomparve da Gibilterra alla fine dell'Ottocento. La lingua ligure era parlata ancora da alcuni anziani fino agli anni settanta del Novecento a La Caleta, un villaggio vicino a Catalan Bay nella parte nord-orientale del promontorio di Gibilterra. Al 2017 la popolazione civile di Gibilterra con cognomi genovesi (o italiani) si aggira intorno al 20% del totale.
I corfioti italiani sono una popolazione dell'isola greca di Corfù con legame etnico e linguistico con la Repubblica di Venezia. La Repubblica di Venezia dominò Corfù per quasi cinque secoli fino al 1797: in questo lungo periodo molti veneziani si stabilirono sull'isola, costituendone la classe dirigente e mantenendo la loro lingua e la religione cattolica. Agli inizi del secolo XIX la maggior parte della popolazione di Corfù parlava la lingua italiana come seconda lingua. Nel 1870 il governo greco vietò l'uso della lingua italiana, temendo l'irredentismo italiano. All'epoca abitavano a Corfù anche circa cinquemila ebrei italiani, detti Italkian, che furono quasi completamente sterminati dai nazisti dopo la resa dell'Italia l'8 settembre 1943. Oltre a questi, erano presenti a Corfù circa tremilacinquecento maltesi di lingua italiana e di religione cattolica, immigrati a Corfù da Malta nel corso dei secoli. Dopo la sconfitta italiana nella seconda guerra mondiale, il governo ha favorito la totale integrazione nella società greca dei pochi corfioti italiani rimasti: gli ultimi anziani che parlavano ancora il veneto da mar dei corfioti italiani sono deceduti negli anni ottanta del Novecento.

### La "grande migrazione"
(Risposta di un emigrante italiano ad un ministro italiano, sec. XIX, riportata da Costantino Ianni - Homens sem paz, Civilização Brasileira, 1972, ed esposta nel Memoriale dell'immigrato di San Paolo)

Stima del numero di emigranti nei periodi 1876-1900 e 1901-1915, divisi per regione di provenienza

Con l'Unità d'Italia scomparvero, dalle campagne italiane, soprattutto quelle del sud della penisola, quei contratti agricoli che avevano le proprie origini nel Medioevo feudale e che prevedevano che la terra fosse una proprietà inalienabile degli aristocratici, degli ordini religiosi oppure del re. Tuttavia la scomparsa di questo sistema feudale, e la conseguente ridistribuzione della terra, non portò i benefici sperati ai piccoli agricoltori dell'Italia meridionale.
Molti rimasero comunque senza terra, dato che gli appezzamenti diventavano sempre più piccoli, e quindi sempre meno produttivi, poiché la terra veniva costantemente suddivisa tra gli eredi, frazionandosi sempre di più con il passare delle generazioni, con la conseguenza di non essere più in grado di soddisfare i bisogni delle famiglie che la lavoravano. Come già accennato, l'emigrazione dall'Italia meridionale venne preceduta da quella dalla parte settentrionale e centrale della penisola italiana.
Tra il 1861 e la prima guerra mondiale, durante la grande migrazione, lasciarono l'Italia circa 9 milioni di abitanti, che si diressero principalmente in America meridionale e settentrionale (in particolare Argentina, Stati Uniti e Brasile, tutti Paesi con grandi estensioni di terre non sfruttate e quindi con necessità di manodopera) e in Europa, in particolare in Francia. Nel 1876 venne effettuata la prima statistica sull'emigrazione a cura della Direzione Generale di Statistica.

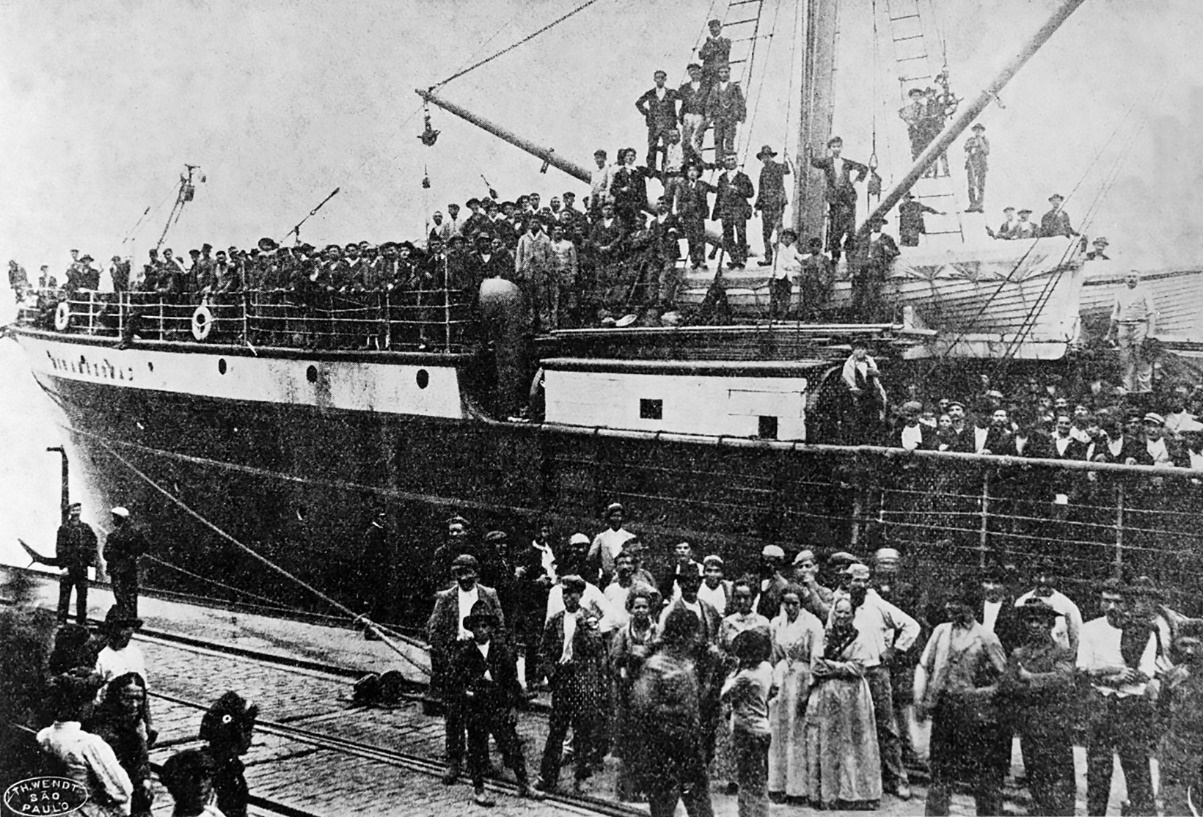
Nave carica di emigranti italiani giunta in Brasile (1907)

A partire dalla fine del XIX secolo vi fu anche una consistente emigrazione verso l'Africa, che riguardò principalmente l'Egitto, la Tunisia e il Marocco, ma che nel secolo XX interessò pure l'Unione Sudafricana e le colonie italiane della Libia e dell'Eritrea. Negli Stati Uniti si caratterizzò prevalentemente come un'emigrazione di lungo periodo, spesso priva di progetti concreti di ritorno in Italia, mentre in Brasile, Argentina e Uruguay fu sia stabile che temporanea (la cosiddetta emigración golondrina). A dare avvio alla possibilità di emigrazione verso le Americhe fu il progresso in campo navale della seconda metà dell'Ottocento, grazie al quale si iniziò a costruire navi a scafo metallico, sempre più capienti, che ridusse sia il costo (prima improponibile per un emigrante di povere condizioni) sia la pericolosità del viaggio. L'emigrazione verso il Brasile fu favorita a partire dal 1888, quando fu abolita la schiavitù, evento che agevolò l'accoglienza di manodopera d'immigrazione.
Due terzi dei migranti che lasciarono l'Italia tra il 1870 e il 1914 erano uomini senza una specializzazione lavorativa precisa. Prima del 1896, la metà dei migranti era costituita da contadini. Con l'incremento del numero di emigranti italiani all'estero, aumentarono anche le loro rimesse, che incoraggiarono un'ulteriore emigrazione, anche a fronte di fattori che avrebbero dovuto far diminuire la necessità di lasciare il Paese, come ad esempio l'aumento dei salari in Italia. I primi emigranti che lasciarono l'Italia rimandavano in patria parte del denaro guadagnato, che veniva poi utilizzato dai parenti e dagli amici per i biglietti necessari per emigrare. Questo fece nascere un flusso migratorio costante, dal momento che il miglioramento delle condizioni di vita in Italia richiese decenni prima di avere i suoi effetti, ovvero convincere chi era nel dubbio a non lasciare il Paese. Il flusso di emigranti italiani fu anche causato da eventi drammatici, come le conseguenze della prima guerra mondiale, che sconvolsero il Paese anche a conflitto terminato, soprattutto la sua economia.
Come risposta, i Paesi che accoglievano i migranti italiani misero in atto iniziative, anche legislative, atte a frenare il fenomeno. Esempi di tali restrizioni furono, negli Stati Uniti, l'Emergency Quota Act del 1921 e l'Immigration Act del 1924. Anche l'Italia fascista mise in atto iniziative, negli anni venti e trenta, per frenare l'emigrazione. Molti piccoli paesi (in particolare quelli a tradizione contadina) subirono infatti un forte fenomeno di spopolamento. Esemplificativo è il caso del comune di Padula, piccolo centro nel salernitano, che tra il 1881 e il 1901 vide, nell'arco di vent'anni, il dimezzamento della sua popolazione.

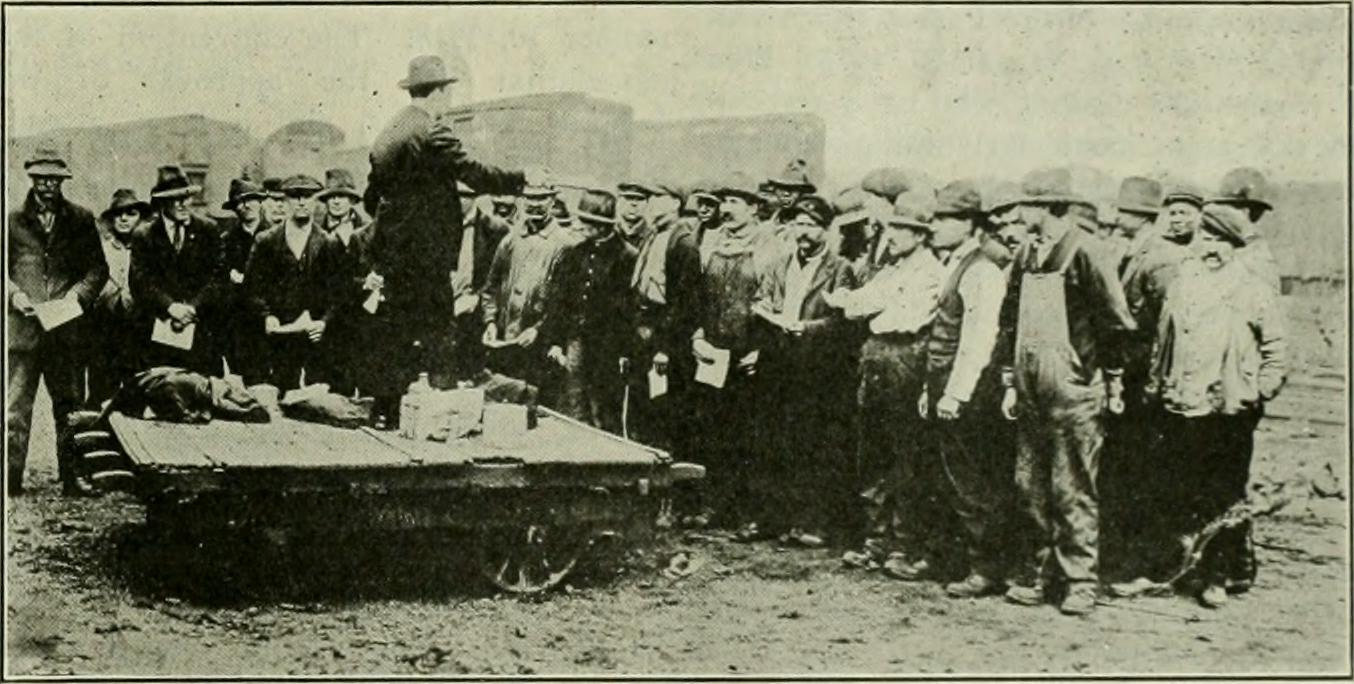
Emigrati italiani impiegati nella costruzione di una ferrovia negli Stati Uniti (1918)

L'emigrazione non ha influenzato nello stesso modo tutte le regioni italiane. Nella seconda fase dell'emigrazione (quella dal 1900 alla prima guerra mondiale), poco meno della metà degli emigranti proveniva dal sud e la maggior parte di essi veniva dalle zone rurali, da dove venivano allontanati dall'inefficiente gestione della terra, dall'insicurezza dovuta al crimine organizzato e dalle malattie (soprattutto pellagra e colera). La mezzadria, forma di contratto agricolo che prevedeva la compartecipazione delle famiglie di contadini alle rendite grazie all'ottenimento di una quota ragionevole dei profitti, era più diffusa nell'Italia centrale: questo è uno dei motivi per cui tale area della penisola italiana fu quella che meno conobbe il fenomeno emigratorio.
Al sud invece mancavano gli imprenditori, con i proprietari terrieri che erano spesso assenti dalle loro aziende agricole poiché vivevano stabilmente in città lasciando la gestione dei loro fondi a soprastanti, che non erano stimolati dai proprietari a far rendere al massimo le tenute agricole. Sebbene la superficie di terra posseduta fosse, per gli aristocratici, la misura tangibile della loro ricchezza, l'agricoltura era vista, da un punto di vista sociale, con disprezzo. I possidenti terrieri generalmente non investivano in attrezzature agricole e – più generale – nel miglioramento delle tecniche produttive, ma in obbligazioni statali a basso rischio. 

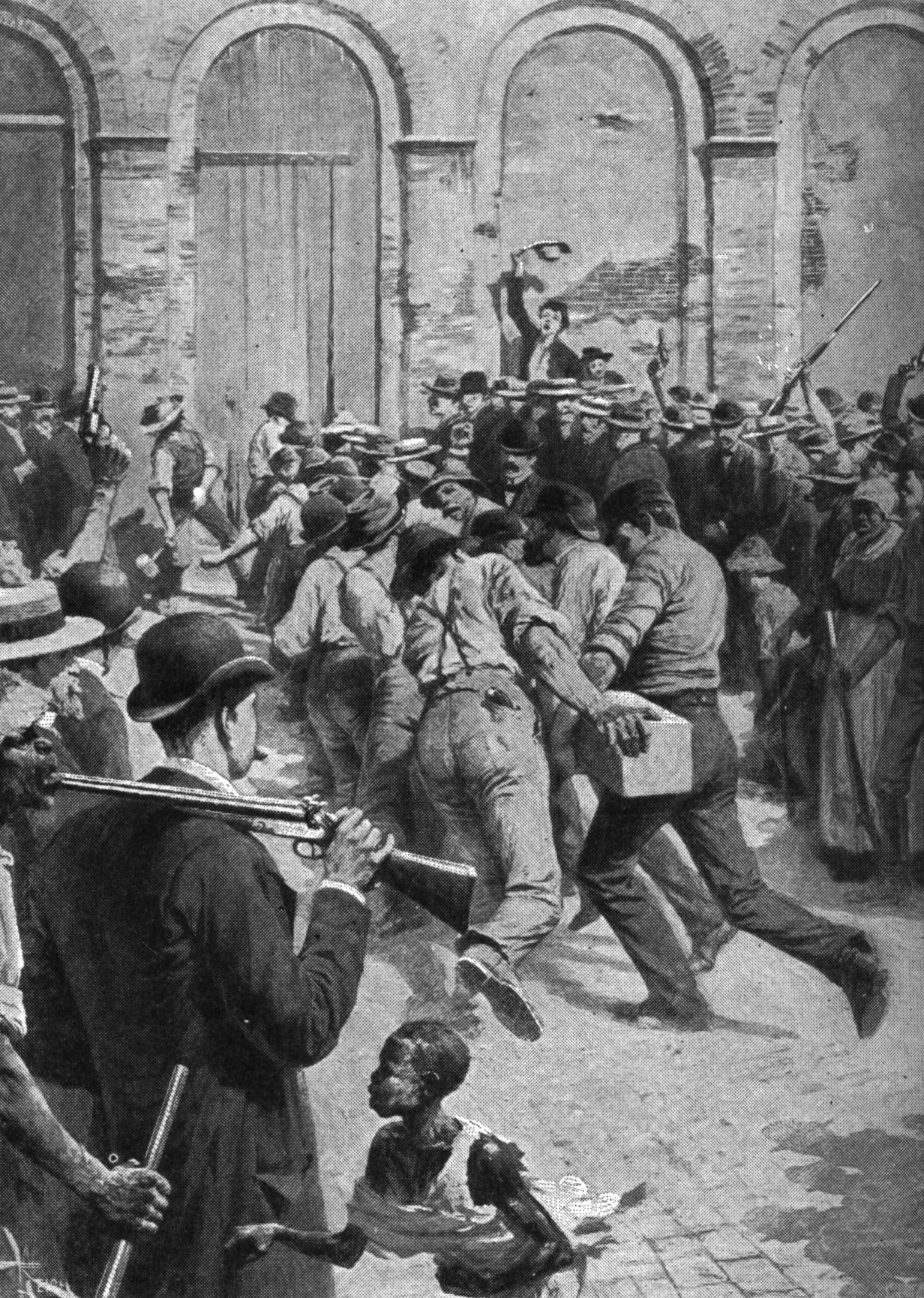
Linciaggio contro italiani a New Orleans, negli Stati Uniti, avvenuto nel 1891 in seguito all'assassinio dell'agente di polizia David Hennessy

L'emigrazione dalle città era rara, con l'unica eccezione rappresentata da Napoli. Con l'Unità d'Italia molte città, ad esclusione di Roma, passarono dall'essere la capitale del proprio regno a rappresentare una delle tante città italiane capoluogo di provincia. La conseguente perdita di posti di lavoro nell'ambito burocratico portò all'aumento della disoccupazione. La situazione cambiò in parte agli inizi del 1880: le epidemie di colera iniziarono a colpire anche le città, causando l'emigrazione di molti italiani.
Nei primi anni dopo l'Unità d'Italia l'emigrazione non era controllata dallo Stato. Gli emigranti erano spesso nelle mani di agenti di emigrazione il cui obiettivo era fare profitto per sé stessi senza curarsi più di tanto degli interessi degli emigranti. Questi agenti venivano chiamati "padroni". I loro abusi portarono in Italia alla prima legge sull'emigrazione, approvata nel 1888, il cui obiettivo era quello di mettere sotto controllo statale gli organismi di emigrazione.
Il 31 gennaio 1901 fu creato il commissariato dell'emigrazione, che concedeva le licenze alle imbarcazioni, applicava costi fissi per i biglietti, manteneva l'ordine nei porti di imbarco, ispezionava gli emigranti in partenza, individuava ostelli e strutture di accoglienza e stipulava accordi con i Paesi di destinazione del flusso migratorio per aiutare coloro che arrivano. Il commissariato aveva quindi la funzione di prendersi cura degli emigranti prima della partenza e dopo il loro arrivo, di rapportarsi con le leggi che discriminavano i lavoratori stranieri (come la Alien Contract Labor Law negli Stati Uniti) e di sospendere, per un certo periodo, l'emigrazione in Brasile, dove molti emigranti erano diventati dei veri e propri schiavi nelle grandi piantagioni di caffè (come già accennato, era recente l'abolizione della schiavitù in questo Paese sudamericano). In questo contesto venne emanato il decreto Prinetti, che impediva la "schiavizzazione", nella sostanza, dell'emigrato italiano.
Il commissariato aveva anche il compito di gestire le rimesse inviate dagli emigrati dagli Stati Uniti in Italia, che si erano trasformate in un flusso costante di denaro che ammontava, secondo alcuni studi, a circa il 5% del prodotto nazionale lordo italiano. Nel 1903 il commissariato decretò anche quali sarebbero stati i porti di imbarco destinati agli emigranti: Palermo, Napoli e Genova. In precedenza anche il porto di Venezia fu utilizzato per tale scopo: il commissariato decise poi di depennarlo dalla lista.

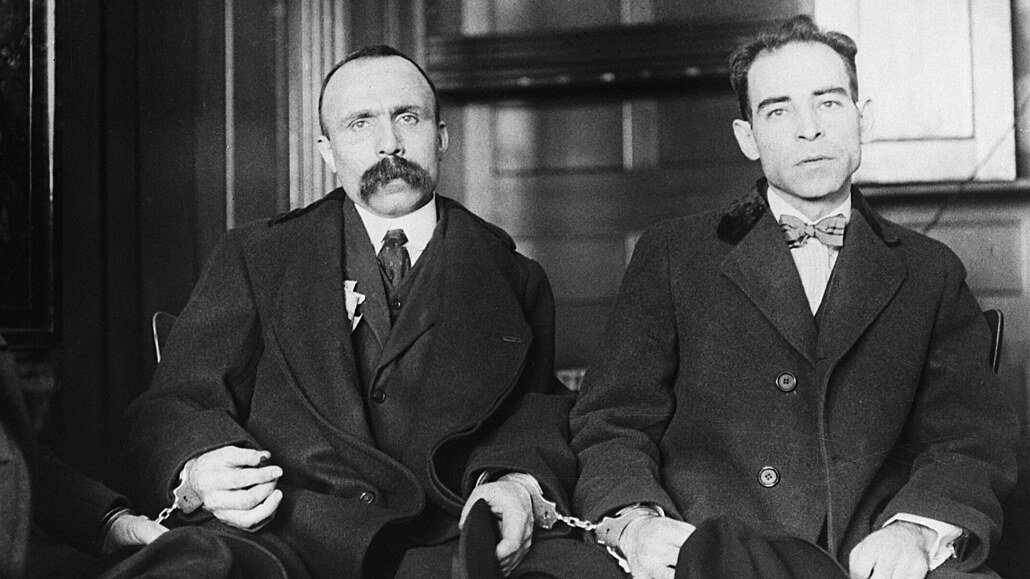
Bartolomeo Vanzetti e Nicola Sacco in manette

Come conseguenza della massiccia emigrazione dalla penisola, iniziarono a nascere molti pregiudizi contro gli italiani (fenomeno che è all'antitesi dell'italofilia, che invece è l'ammirazione, la stima e l'amore verso gli italiani e l'Italia). Questo fenomeno di discriminazione etnica contro gli italiani e l'Italia è attestato ancora oggi soprattutto nei Paesi del Nordamerica (Stati Uniti e Canada), dell'Europa centro-settentrionale (Germania, Svezia, Austria, Svizzera, Belgio, Francia e Regno Unito) e nei Balcani (Slovenia e una parte della Croazia). Altre cause di questa avversione nei confronti degli italiani sono stati eventi storici, soprattutto di natura bellica, oppure l'ostilità nazionalistica ed etnica, come nel caso di Slovenia e Croazia, che è legata all'irredentismo italiano in quelle terre, ovvero l'irredentismo italiano in Istria e l'irredentismo italiano in Dalmazia.
Degni di nota, tra gli episodi di violenza contro gli italiani perpetrati nel mondo, sono il linciaggio di New Orleans (1891), durante il quale vennero linciati undici italiani, quasi tutti siciliani, accusati di aver ucciso il capo della polizia urbana della città statunitense, e il massacro di Aigues-Mortes, avvenuto nell'agosto del 1893, che fu scatenato da un conflitto tra operai francesi e italiani (soprattutto piemontesi, ma anche lombardi, liguri, toscani) impiegati nelle saline di Peccais, e che si trasformò in un vero e proprio eccidio, con un numero di morti ancora non accertato e un centinaio di feriti tra i lavoratori italiani. La tensione che ne seguì fece sfiorare la guerra tra i due Paesi. Degno di menzione è anche il processo agli anarchici italiani Sacco e Vanzetti, avvenuto a Boston nel 1927, durante il quale il pregiudizio contro gli immigrati italiani emerse con chiarezza e contribuì alla loro condanna a morte insieme alle idee politiche che propugnavano i due.

### Il periodo interbellico
Lo scoppio della prima guerra mondiale rese pericolosi gli spostamenti navali transoceanici e quindi l'emigrazione italiana – e più in generale quella europea – verso le Americhe si arrestò completamente. Terminata la guerra, il fenomeno migratorio riprese con vigore, visto che le condizioni delle varie economie nazionali nell'immediato dopoguerra furono estremamente problematiche. 

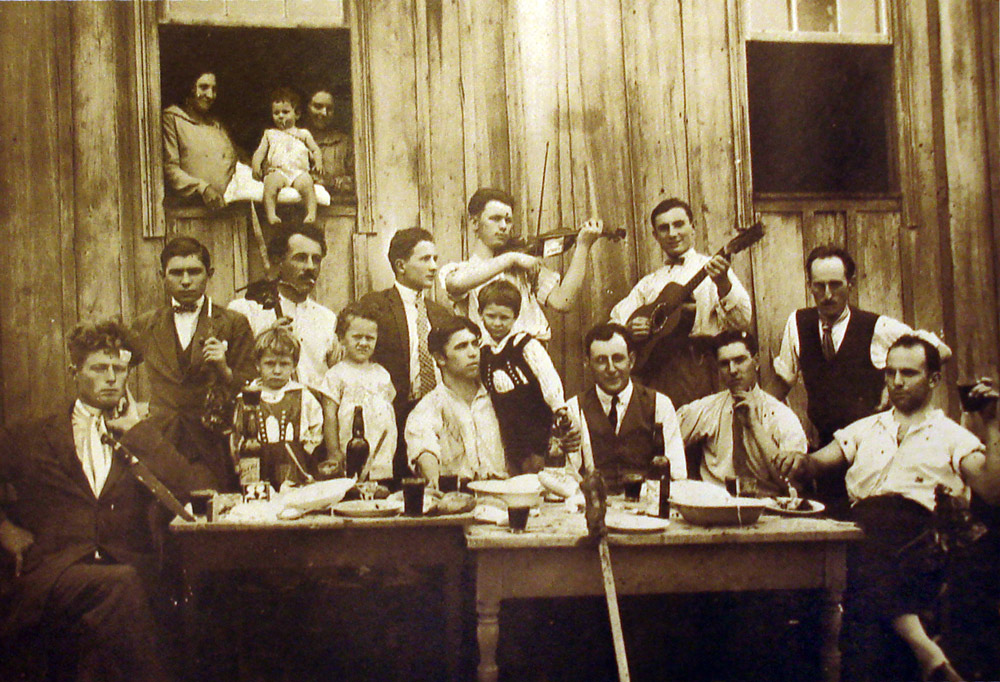
La famiglia Benvenuti, immigrata a Caxias do Sul, comune del Brasile fondato da emigrati italiani originari del Veneto, in una foto del 1928

Le testate giornalistiche straniere, per scoraggiare nuovi arrivi, pubblicavano periodicamente articoli assai aggressivi contro gli emigranti italiani, che erano poco diversi da quelli divulgati quarant'anni prima (ad esempio, il 18 dicembre 1880 il The New York Times pubblicò un editoriale dal titolo "Emigranti indesiderati", che era carico di invettive contro l'emigrazione italiana, definita: " immigrazione promiscua [di] feccia sporca, sventurata, pigra, criminale dei bassifondi italiani"). Similmente aggressivo fu un articolo del 17 aprile 1921 sullo stesso quotidiano, che era intitolato "Gli italiani arrivano a grandi numeri " e che aveva un occhiello che recitava "Il numero di immigrati sarà limitato solo dalla capacità delle navi" (c'era infatti un numero circoscritto di navi disponibili a causa delle perdite di natanti avvenute in tempo di guerra): l'articolo poi spiegava, con toni polemici, l'eccessivo numero di potenziali emigranti che stavano affollando le banchine del porto di Genova. Il pezzo giornalistico continuava con "[...] lo straniero che cammina attraverso una città come Napoli può facilmente rendersi conto del problema con cui il governo ha a che fare: le strade secondarie sono letteralmente brulicanti di bambini che si scorrazzano per le vie e sui marciapiedi sporchi e felici. [...] La periferia di Napoli [...] brulica di bambini che, per numero, può essere paragonato solo a quelli che si trovano a Delhi, Agra e in altre città delle Indie orientali [...]".

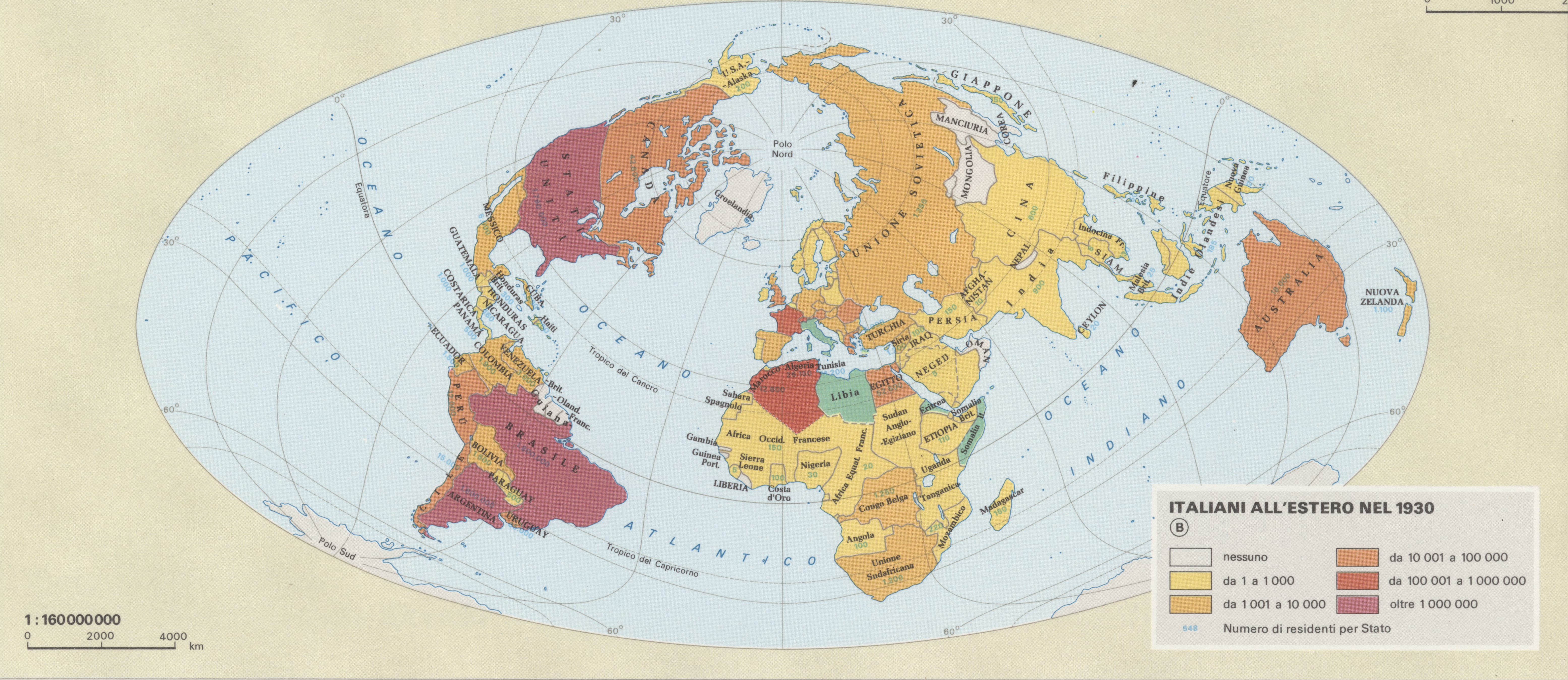
Italiani all'estero nel 1930

Nel 1920 partirono dai porti italiani 614.000 emigranti, metà dei quali si trasferirono negli Stati Uniti. Le estreme difficoltà economiche dell'Italia del primo dopoguerra, e le gravi tensioni interne, portarono anche - a partire dalla presa del potere del fascismo nel 1922 - ad un nuova fase dell'emigrazione italiana, contraddistinta da elementi nuovi: a differenza dei decenni precedenti (quando emigravano quasi esclusivamente adulti in età lavorativa), stavolta era presente, ad esempio, un marcato aumento del numero di intere famiglie che si trasferivano all'estero, comprese donne, bambini e ragazzi.
Nonostante il generale rallentamento nel flusso di emigranti dall'Italia, voluto dal regime per contenere lo spopolamento dei piccoli borghi, durante i primi cinque anni dell'epoca fascista 1,5 milioni di persone lasciarono l'Italia.

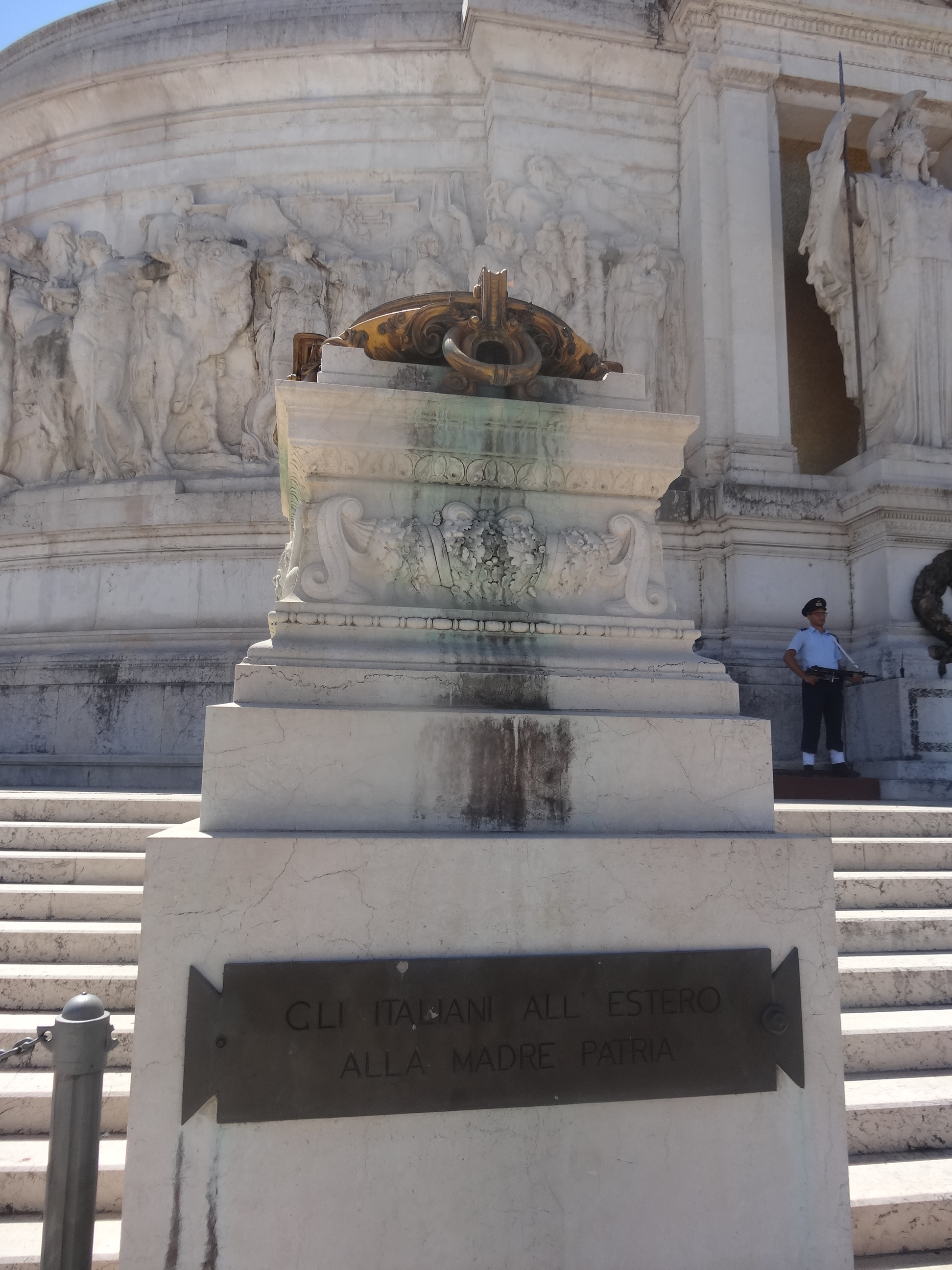
Uno dei due bracieri che ardono perennemente ai lati della tomba del Milite Ignoto al Vittoriano a Roma. Alla loro base è presente una targa riportante la scritta ""

Il legame degli emigrati con la madre patria continuò a essere molto forte anche dopo la loro partenza. Il loro contributo alla costruzione del Vittoriano (1885-1935), che venne elargito grazie a una sottoscrizione popolare organizzata durante la sua fase di edificazione, è tangibile su una parte del monumento dedicato a re Vittorio Emanuele II di Savoia: sui due bracieri che ardono perennemente all'Altare della Patria a fianco della tomba del Milite Ignoto, è collocata una targa il cui testo recita "Gli italiani all'estero alla Madre Patria" in ricordo alle donazioni fatte dagli emigrati italiani tra la fine del XIX secolo e l'inizio XX secolo. Il significato allegorico delle fiamme che ardono perennemente è legata alla loro simbologia, che è antica di secoli, dato che affonda le sue origini nell'antichità classica, in particolar modo nel culto dei morti. Un fuoco che brucia eternamente simboleggia che il ricordo, in questo caso del sacrificio del Milite Ignoto e dell'amor patrio ad esso collegato, è perennemente vivo negli italiani, anche in quelli che sono lontani dal loro Paese, e non svanirà mai.

### La "migrazione europea"

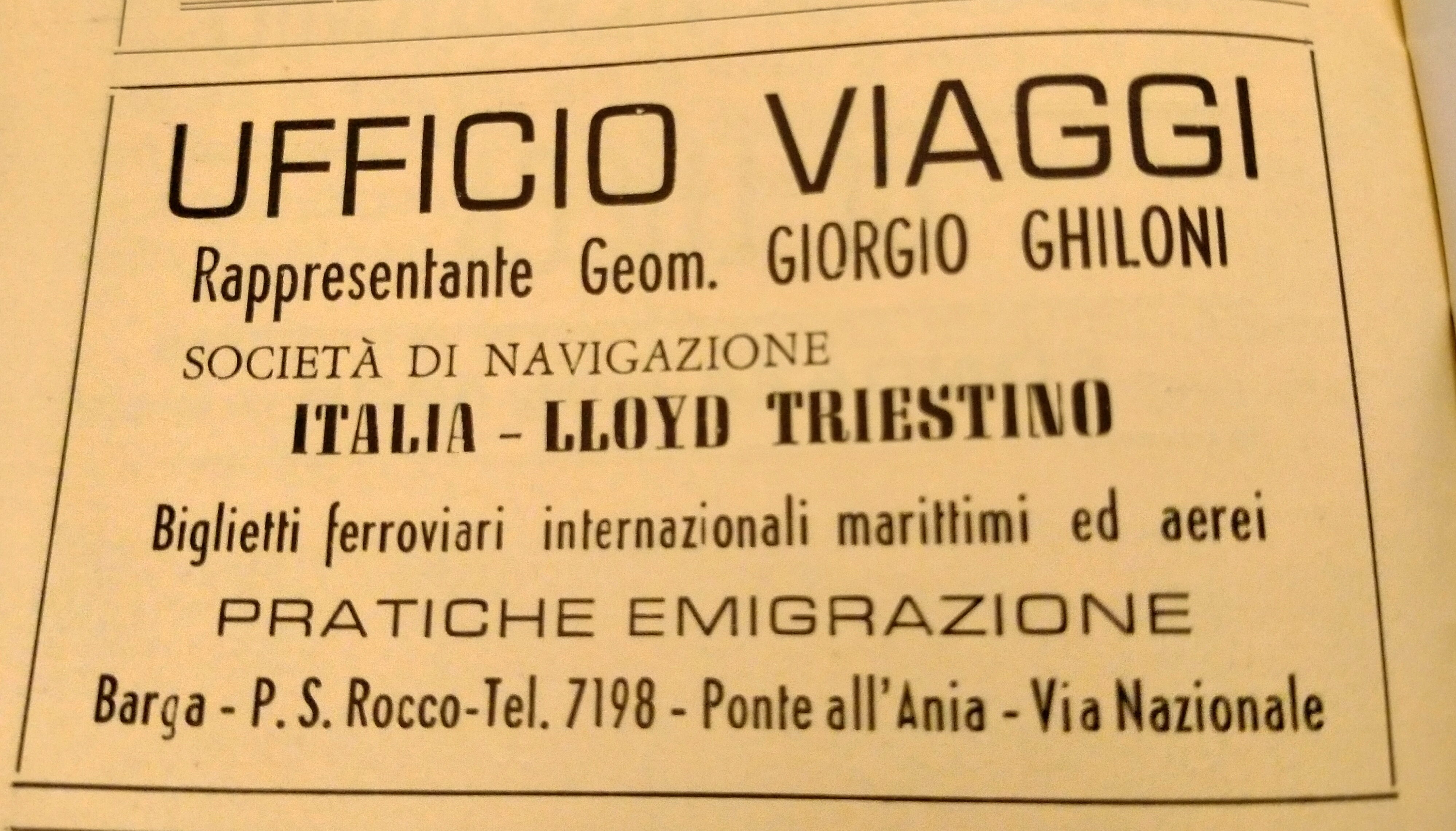
Pubblicità di un'agenzia che eseguiva pratiche di emigrazione, 1962

L'emigrazione italiana della seconda metà del XX secolo ebbe invece come destinazione soprattutto le nazioni europee in crescita economica. A partire dagli anni quaranta il flusso emigratorio italiano si diresse principalmente in Svizzera e in Belgio, mentre dal decennio successivo, tra le mete predilette, si aggiunsero la Francia e la Germania. Questi Paesi erano considerati da molti, al momento della partenza, come una meta temporanea – spesso solo per alcuni mesi – nella quale lavorare e guadagnare per costruire poi un futuro migliore in Italia. Questo fenomeno si verificò soprattutto a partire dagli anni settanta del Novecento, periodo che fu contraddistinto dal ritorno in patria di molti emigrati italiani.

Italiani all'estero all'inizio degli anni '80 del XX secolo

Lo Stato italiano firmò nel 1955 un patto di emigrazione con la Germania con il quale si garantiva il reciproco impegno in materia di movimenti migratori e che portò quasi tre milioni di italiani a varcare la frontiera in cerca di lavoro. Al 2017 sono presenti in Germania circa 700.000 oriundi italiani, mentre in Svizzera questo numero raggiunge circa i 500.000 cittadini. Sono prevalentemente di origine siciliana, calabrese, abruzzese e pugliese, ma anche veneta ed emiliana, molti dei quali hanno doppio passaporto e quindi la possibilità di voto in entrambe le nazioni. In Belgio e Svizzera le comunità italiane restano le più numerose rappresentanze straniere, e nonostante molti facciano rientro in Italia dopo il pensionamento, spesso i figli e i nipoti rimangono nelle nazioni di nascita, dove hanno ormai messo radici.

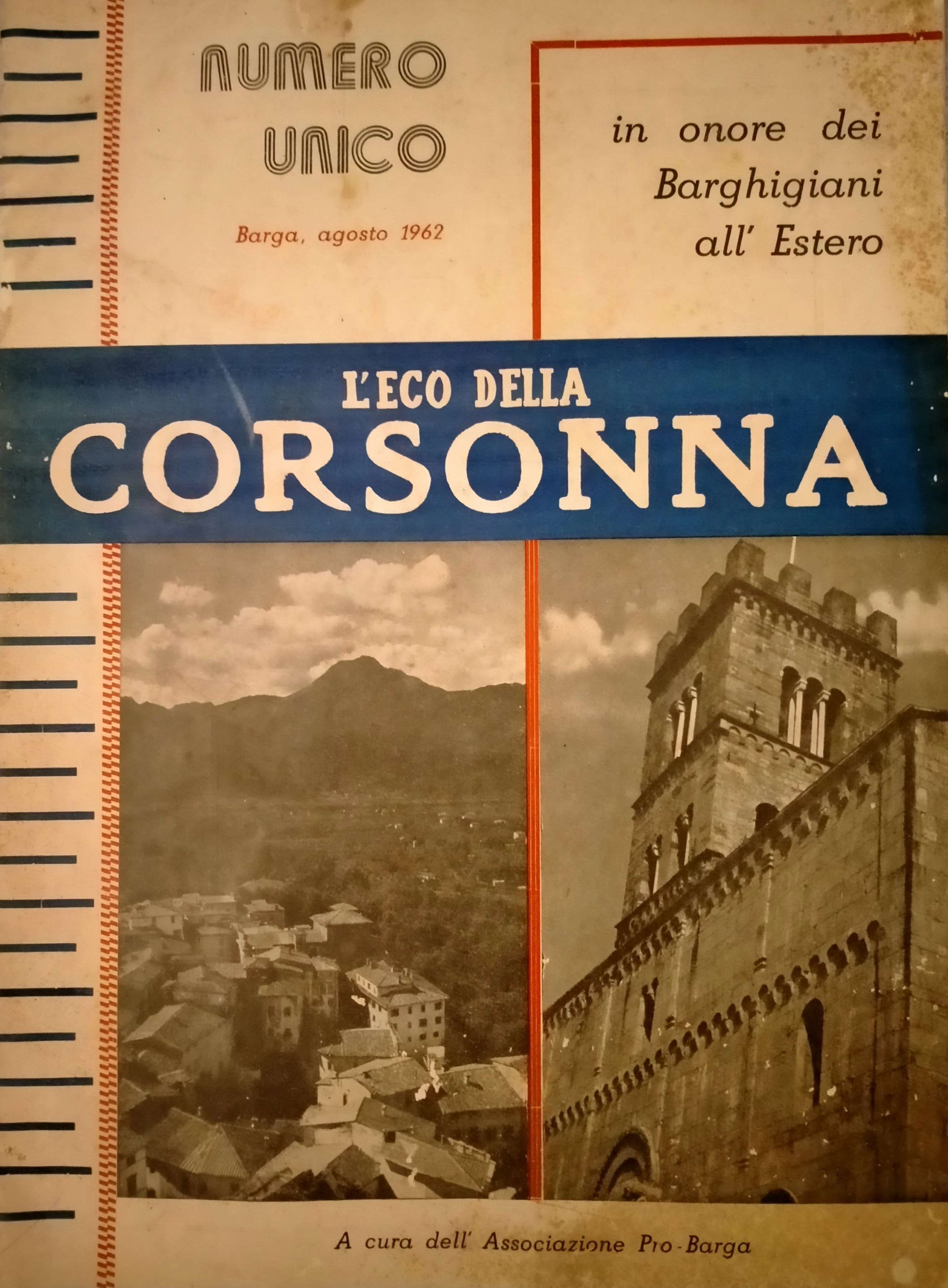
Eco della Corsonna, rivista del 1962 (numero unico) che raccoglieva le storie degli emigrati barghigiani

Un importante fenomeno di aggregazione che si riscontra in Europa, come anche negli altri Paesi e continenti che sono stati meta dei flussi migratori di italiani, è quello dell'associazionismo di emigrazione. Il Ministero degli esteri calcola che siano presenti all'estero oltre diecimila associazioni costituite dagli emigrati italiani nel corso di oltre un secolo. Associazioni di mutuo soccorso, culturali, di assistenza e di servizio che hanno costituito un fondamentale punto di riferimento per le collettività emigrate nel difficile percorso di integrazione nei Paesi di arrivo. Le maggiori reti associative di varia ispirazione ideale sono oggi riunite nella CNE (Consulta Nazionale dell'Emigrazione). Una delle maggiori reti associative presenti al mondo, assieme a quelle del mondo cattolico, è quello della Federazione italiana dei lavoratori emigrati e famiglie.

### La "nuova emigrazione" del XXI secolo

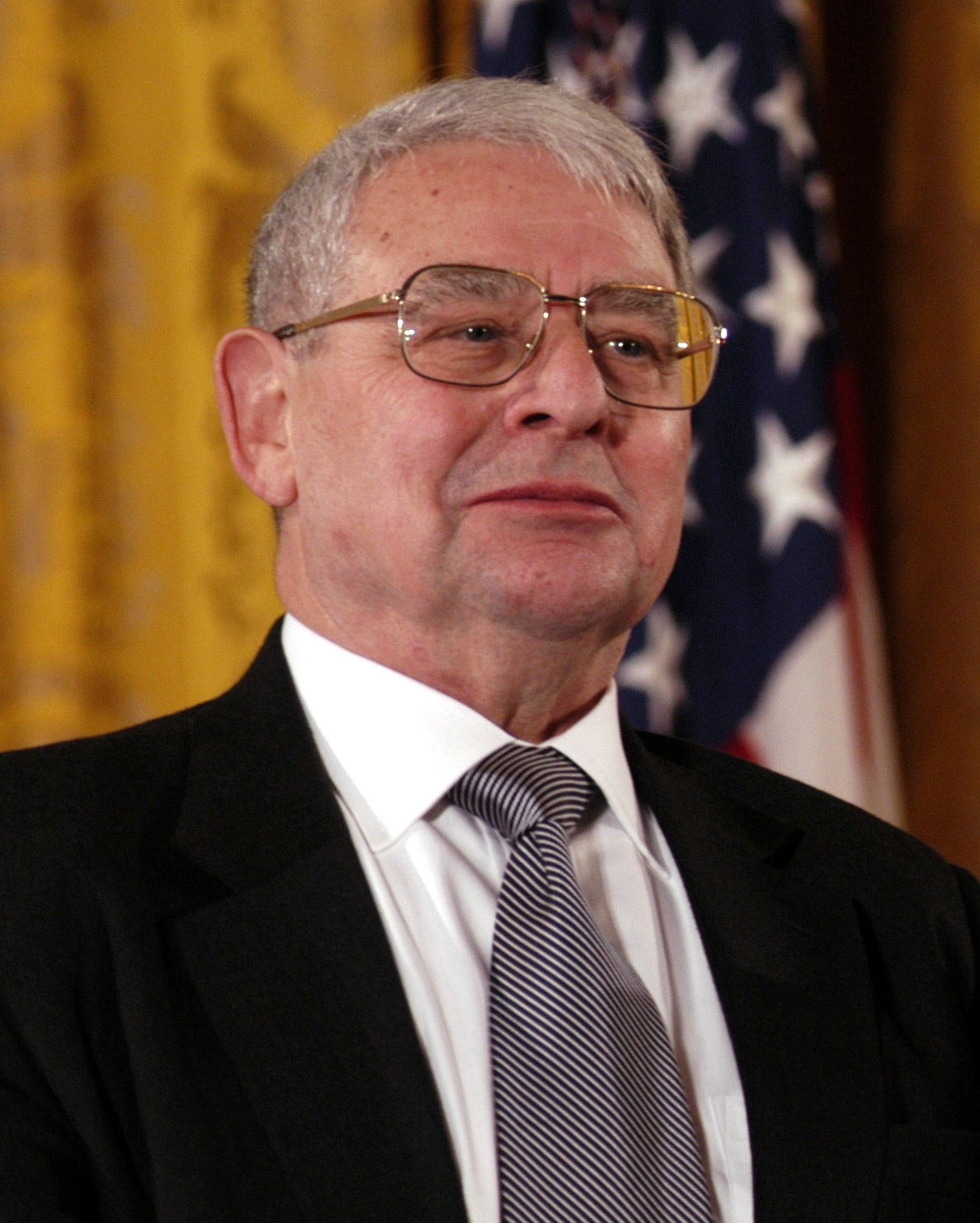
Riccardo Giacconi, fisico italiano naturalizzato statunitense, vincitore del premio Nobel per la fisica nel 2002. È emigrato negli Stati Uniti nel 1956

Tra la fine del XX secolo e l'inizio del successivo si è molto attenuato il flusso di emigrati italiani nel mondo. Tuttavia, in seguito agli effetti della grave crisi economica che ha avuto inizio nel 2007, dalla fine degli anni duemiladieci è ripartito un flusso continuo di espatri, numericamente inferiore ai due precedenti, che interessa principalmente i giovani, spesso laureati, tant'è che viene definito come una "fuga di cervelli".
In particolare tale flusso è principalmente diretto verso la Germania, dove sono giunti, solo nel 2012, oltre 35.000 italiani, ma anche verso altri Paesi come il Regno Unito, la Francia, la Svizzera, il Canada, l'Australia, gli Stati Uniti d'America e i Paesi sudamericani. Si tratta di un flusso annuo che, stando ai dati dell'anagrafe degli italiani residenti all'estero (AIRE) del 2012, si aggira intorno alle 78.000 persone con un aumento di circa 20.000 rispetto al 2011, anche se si stima che il numero effettivo delle persone che sono emigrate sia notevolmente superiore (tra il doppio e le tre volte), in quanto molti connazionali cancellano la loro residenza in Italia con molto ritardo rispetto alla loro partenza effettiva.
Il fenomeno della cosiddetta "nuova emigrazione" causata dalla grave crisi economica riguarda peraltro tutti i Paesi del sud Europa come Spagna, Portogallo e Grecia (oltre all'Irlanda e alla Francia) che registrano analoghe, se non maggiori, tendenze emigratorie. È opinione diffusa che i luoghi dove non si registrino mutamenti strutturali nelle politiche economico-sociali siano quelli più soggetti all'aumento di questo flusso emigratorio. Per quanto riguarda l'Italia è anche significativo il fatto che tali flussi non riguardino più soltanto le regioni del meridione italiano, ma anche quelle del nord, come Lombardia ed Emilia-Romagna.
Si tratta di nuovo tipo di emigrazione, molto diversa da quella storica. Non è quindi riconducibile, per tipologia, ai flussi migratori dei secoli scorsi. Secondo le statistiche disponibili, la comunità dei cittadini italiani residenti all'estero ammonta a 4.600.000 persone (dati del 2015). È quindi ridotta di molto, da un punto di vista percentuale, dai 9.200.000 dei primi anni venti (quando era circa un quinto dell'intera popolazione italiana).
Il "Rapporto Italiani nel Mondo 2011" realizzato della Fondazione Migrantes, che fa capo alla CEI, ha precisato che:
(Rapporto della CEI sulla "Nuova emigrazione")
Nel 2008 circa 60.000 italiani hanno cambiato cittadinanza; essi provengono per lo più dal Nord Italia (74%) e hanno prediletto, come patria di adozione, la Germania (il 12% del totale degli emigrati). 
Tra gli anni '10 e gli anni '20 del XXI secolo si è raggiunto un picco di partenze con oltre 120.000 emigranti all'anno.
Uno studio italo-inglese del 2023 ha messo in luce come i dati reali siano tre volte superiori a quelli ufficiali, e che pertanto il volume di emigrazione giovanile degli anni 2020 sia paragonabile a quello del decennio 1950.

## Cittadini italiani residenti all'estero
Per il calcolo del numero dei cittadini italiani residenti all'estero ci si affida al numero degli iscritti all'anagrafe degli italiani residenti all'estero (AIRE). 
L'evoluzione negli anni del numero degli iscritti all'AIRE (in migliaia) è la seguente:

## L'emigrazione italiana per continente

### In Africa

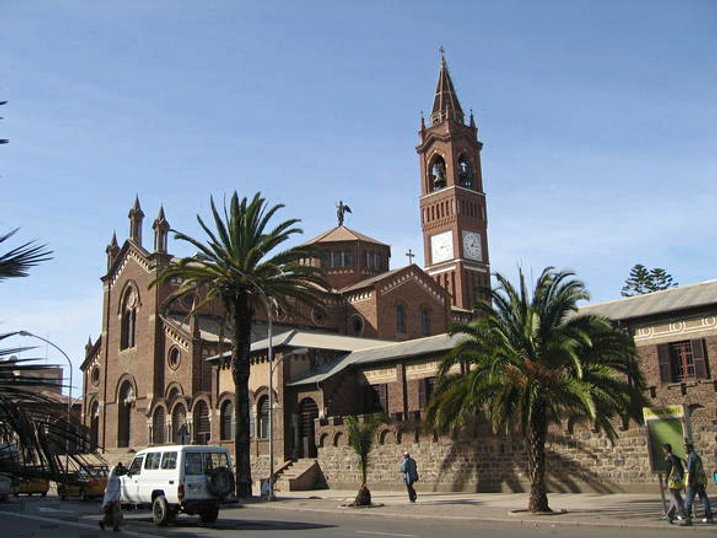
Chiesa della Beata Vergine del Rosario di Asmara, costruita dagli italo-eritrei nel 1923

Ai tempi del colonialismo italiano la presenza di emigrati italiani in Africa era consistente, per poi andare via via scemando dopo la sconfitta dell'Italia nella seconda guerra mondiale, che portò alla perdita di tutti i territori coloniali. Nel Corno d'Africa, in particolare, l'insediamento di italiani fu cospicuo. Nell'Eritrea italiana la presenza di italo-eritrei passò dai 4.000 dello scoppio della prima guerra mondiale (1915) ai 100.000 dell'inizio della seconda guerra mondiale (1940) (con 49.000 italiani che vivevano nella capitale, ad Asmara, costituendone il 10% della popolazione). Al 2017 in Eritrea sono rimaste poche centinaia di italiani. Analogamente ci fu una tangibile presenza di italiani anche in Etiopia, che fu colonia italiana per sei anni (1936-1941). In questo periodo gli italo-etiopici raggiunsero la cifra di 300.000, di cui 38.000 vivevano nella capitale, Addis Abeba. Al 2017 ne sono rimasti poche decine.
Nel 1940, nella Libia italiana, la presenza di coloni italiani ammontava a 150.000 unità, che rappresentavano il 18% della popolazione totale. Gli italo-libici risiedevano principalmente nelle città, come a Tripoli (di cui costituivano il 37% della popolazione totale) e a Bengasi (31%). Il loro numero iniziò a diminuire dopo il 1946, a seconda guerra mondiale terminata, dopo che la Libia diventò colonia britannica. La maggior parte degli italiani fu espulsa successivamente, nel 1970, dopo l'instaurazione del regime di Muʿammar Gheddafi. Diverse centinaia di italo-libici tornarono nel Paese africano nel XXI secolo, dopo la prima guerra civile libica, che destituì Gheddafi. L'escursus storico della presenza in Libia di emigrati italiani, e dei loro discendenti, è la seguente:
| Presenza di emigrati italiani in Libia | Presenza di emigrati italiani in Libia | Presenza di emigrati italiani in Libia | Presenza di emigrati italiani in Libia | Presenza di emigrati italiani in Libia                                                      |
| Anno                                   | Italiani                               | Percentuale                            | Popolazione totale                     | Fonti                                                                                       |
| -------------------------------------- | -------------------------------------- | -------------------------------------- | -------------------------------------- | ------------------------------------------------------------------------------------------- |
| 1936                                   | 112.600                                | 13,26%                                 | 848.600                                | Enciclopedia Geografica Mondiale K-Z, De Agostini, 1996                                     |
| 1939                                   | 108.419                                | 12,37%                                 | 876.563                                | Guida Breve d'Italia Vol.III, C.T.I., 1939 (Censimento Ufficiale)                           |
| 1962                                   | 35.000                                 | 2,1%                                   | 1.681.739                              | Enciclopedia Motta, Vol.VIII, Motta Editore, 1969                                           |
| 1982                                   | 1.500                                  | 0,05%                                  | 2.856.000                              | Atlante Geografico Universale, Fabbri Editori, 1988                                         |
| 2004                                   | 22.530                                 | 0,4%                                   | 5.631.585                              | L'Aménagement Linguistique dans le Monde (archiviato dall'url originale il 26 aprile 2009). |

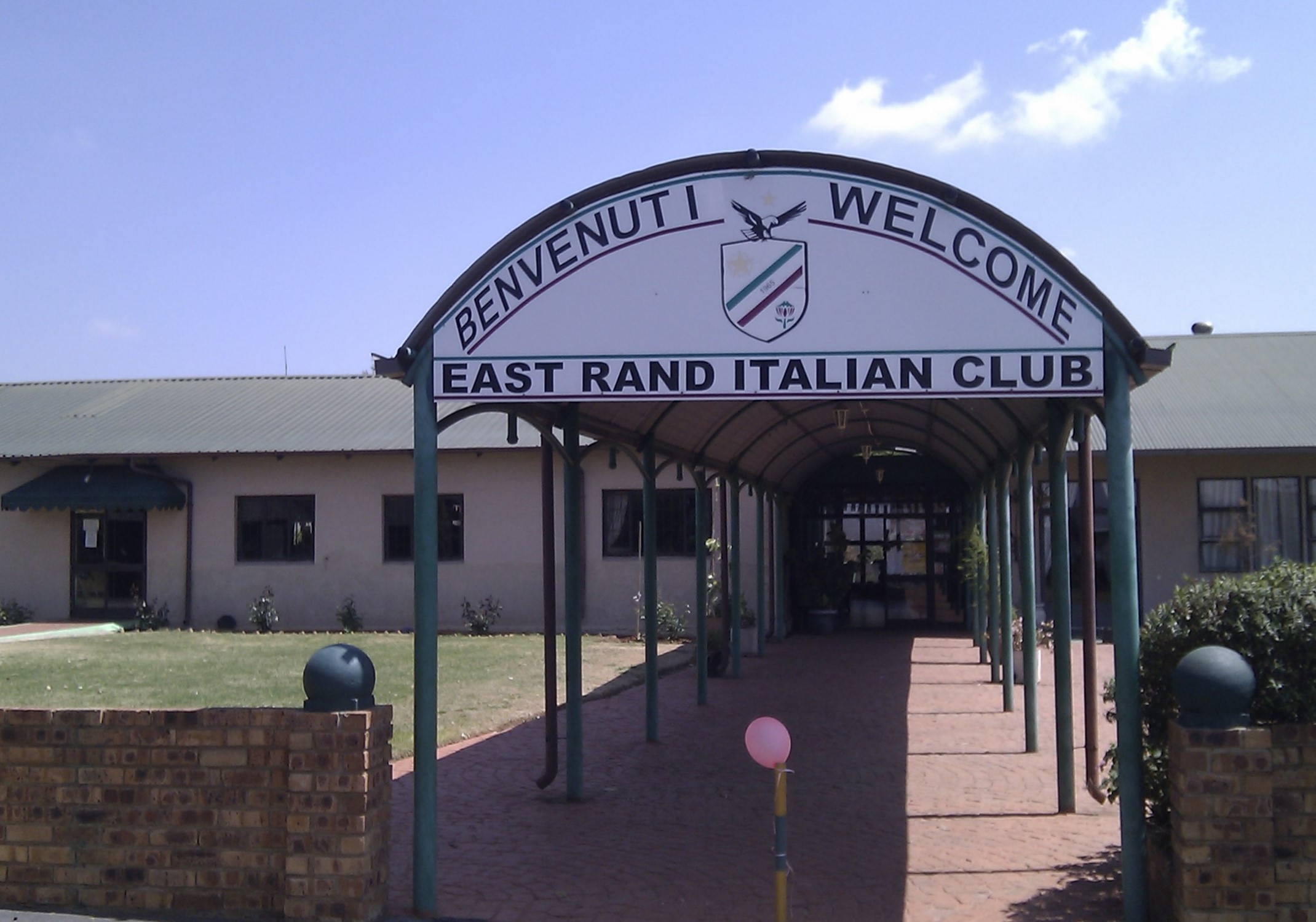
Entrata dell'East Rand Italian Club di Boksburg, in Sudafrica

Nella Somalia italiana la presenza di coloni italiani raggiunse, nel 1940, le 50.000 unità, che costituivano il 5% della popolazione totale. Gli italo-somali risiedevano principalmente nelle più importanti città della parte centrale e meridionale del territorio della colonia italiana (10.000 nella sola Mogadiscio, capitale della Somalia). Altre importanti aree di insediamento includevano Giohar, che fu fondata dal duca Luigi Amedeo di Savoia-Aosta. Al 2017 sono presenti in Somalia, complice la guerra civile somala, solo quattro italo-somali.
Cospicua fu la presenza di emigrati italiani anche in territori che non sono mai stati colonie italiane, come l'Egitto: nel 1940 gli italo-egiziani raggiunsero la cifra di 55.000, costituendo la seconda comunità di immigrati in questo Paese africano. Al 2017 gli italo-egiziani ammontano ad alcune migliaia. Degni di nota, sempre in Africa, sono anche gli italo-marocchini e gli italo-algerini, anch'essi presenti in territori che non sono mai stati colonie italiane. Una presenza limitata di italiani si è registrata nelle colonie portoghesi africane durante gli eventi legati alla seconda guerra mondiale. Il Portogallo facilitò questa immigrazione per aumentare l'insediamento di europei nelle proprie colonie, nelle quali i portoghesi erano un'esigua minoranza. Con il tempo la presenza italiana nelle colonie portoghesi è scomparsa, gradualmente assimilata dalla comunità portoghese.
Sebbene gli italiani non siano emigrati in Sudafrica in gran numero, quelli che sono giunti in questo Paese hanno lasciato una traccia tangibile. Prima della seconda guerra mondiale ne giunsero pochi. I primi consistenti arrivi si registrarono durante la seconda guerra mondiale, quando giunsero nel 1941 a Durban come prigionieri di guerra catturati dai britannici nell'Africa Orientale Italiana. Dato che nelle carceri militari ebbero un buon trattamento, terminata la guerra, molti di loro decisero di restare in Sudafrica, fondando così la comunità degli italo-sudafricani. Su un totale di 100.000 prigionieri, rimasero in Sudafrica qualche migliaio di italiani: al 2017 sono 85.000 gli italo-sudafricani. Alcuni di essi hanno avuto modo di influenzare l'architettura di numerosi edifici dell'area del Natal e del Transvaal, visto che molti di loro sono diventati apprezzati architetti.
Nel 1926, in Tunisia, erano presenti 90.000 italiani a fronte di 70.000 francesi: ciò era inusuale, visto che la Tunisia era protettorato francese (l'immigrazione italiana era infatti dovuta alla vicinanza del Paese africano alle coste italiane). Al 2017 gli italo-tunisini si sono ridotti a poche migliaia.

### Nelle Americhe

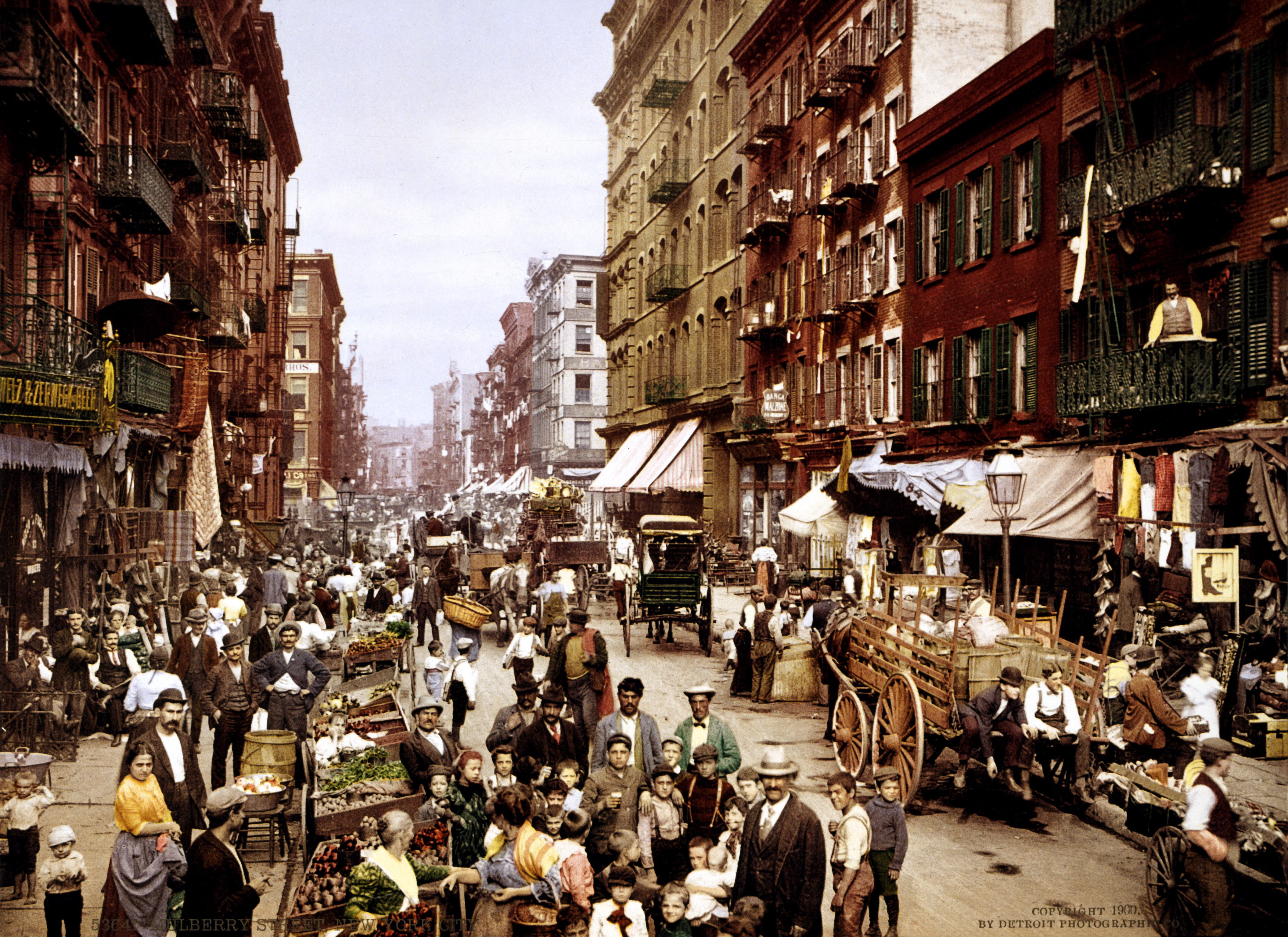
Mulberry Street, Little Italy, Manhattan, 1900 circa

I primi italiani diretti nelle Americhe s'insediarono nei territori dell'Impero spagnolo già nel Cinquecento. Erano principalmente liguri della Repubblica di Genova, che lavoravano in attività e commerci legati alla navigazione marittima transoceanica. Il flusso nella regione del Río de la Plata crebbe negli anni trenta dell'Ottocento, quando nelle città di Buenos Aires e Montevideo sorsero delle vere consistenti colonie italiane. Dopo l'Unità d'Italia (1861) vi fu una notevole emigrazione dall'Italia verso l'Uruguay, che raggiunse il suo apice negli ultimi decenni dell'Ottocento, quando arrivarono oltre 110.000 emigranti italiani. Nel 1976 gli uruguaiani con discendenza italiana erano oltre un milione e trecentomila (cioè quasi il 40% del totale della popolazione totale, includendo gli italo-argentini residenti in Uruguay).
La simbolica data d'inizio dell'emigrazione italiana nelle Americhe è considerato il 28 giugno 1854 quando, dopo ventisei giorni di viaggio da Palermo, giunse nel porto di New York il piroscafo Sicilia. Per la prima volta raggiungeva le coste statunitensi una nave a vapore battente la bandiera di uno stato della penisola italiana, in questo caso il Regno delle Due Sicilie. 
Due anni prima era stata fondata a Genova la Compagnia Transatlantica di Navigazione a Vapore con il Nuovo Mondo, il cui principale azionista era re Vittorio Emanuele II di Savoia. Il suddetto sodalizio commissionò ai cantieri navali di Blackwall i grandi piroscafi gemelli Genova e Torino, varati rispettivamente il 12 aprile ed il 21 maggio 1856, entrambi destinati al collegamento marittimo tra l'Italia e le Americhe.

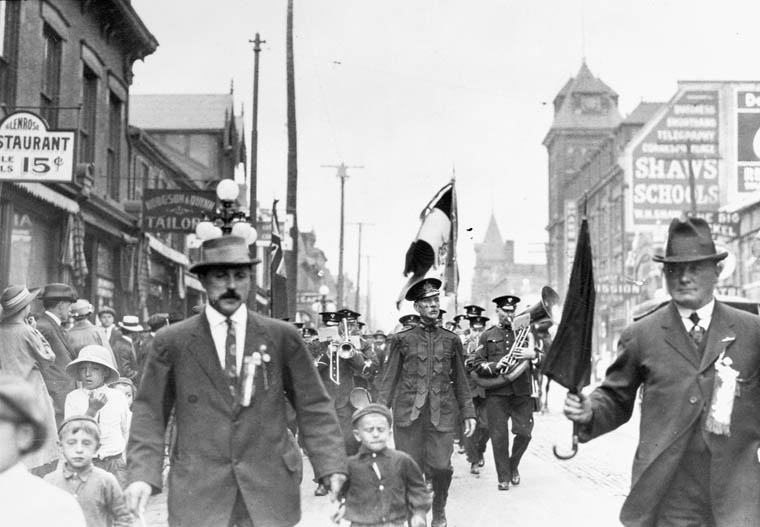
Immigrati italiani a Toronto, in Canada.

L'emigrazione nelle Americhe fu di cospicue dimensioni a partire dalla seconda metà dell'Ottocento e fino ai primi decenni del Novecento. Quasi si esaurì durante il fascismo, ma ebbe una piccola ripresa subito dopo la fine della seconda guerra mondiale. L'emigrazione italiana di massa nelle Americhe terminò negli anni sessanta del Novecento, dopo il miracolo economico italiano, anche se continuò fino agli anni ottanta del Novecento in Canada e Stati Uniti d'America. Le nazioni dove più si diressero gli emigranti italiani furono gli Stati Uniti d'America, il Brasile e l'Argentina. In questi tre Stati al 2017 vi sono circa 64,15 milioni di oriundi italiani. Una quota importante di italiani si trasferì, come già accennato, in Uruguay, dove i loro discendenti nel 1976 ammontavano a circa 1.300.000 (oltre il 40% della popolazione dello Stato sudamericano). Quote consistenti di emigranti italiani si diressero anche in Venezuela, Canada, Cile, Colombia, Perù, Messico, Paraguay, Cuba e Costa Rica.
L'emigrazione italiana in Argentina costituì, insieme alla cultura spagnola, la spina dorsale della società di questo Stato sudamericano. I primi gruppi di italiani iniziarono a emigrare in Argentina già nella seconda metà del XVII secolo. Il flusso di immigrazione italiana in Argentina divenne un fenomeno di massa tra il 1880 e il 1920, quando l'Italia era colpita da disordini sociali ed economici interni. La cultura argentina ha legami significativi con quella italiana in termini di lingua, costumi e tradizioni. Si stima che una percentuale compresa tra il 50 e il 60% della popolazione (pari a circa 20 milioni di argentini) abbia una discendenza italiana completa o parziale. Secondo il Ministero dell'interno italiano, nella Repubblica Argentina, vivono, inclusi gli argentini con doppia cittadinanza, 527.570 italo-argentini.

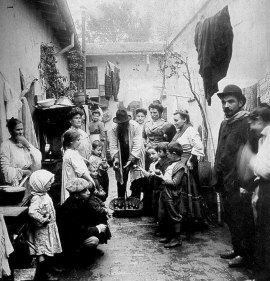
Immigrati italiani in un conventillo di Buenos Aires

Gli italo-brasiliani sono il maggior gruppo etnico con discendenza italiana, completa o parziale, che si trova al di fuori dell'Italia. San Paolo, in particolare, è la città dove è più presente, al mondo, la più popolosa comunità con ascendenza italiana. Gli Stati federati brasiliani dove è più cospicuo l'insediamento di discendenti di italiani sono, oltre a San Paolo, Minas Gerais e Rio Grande do Sul: la più alta percentuale è presente nello stato sud-orientale di Espírito Santo (60-75%). Piccole città del sud del Brasile, come Nova Veneza, hanno il 95% della popolazione con discendenza italiana.
Tra il 1870 e il 1914 quattro milioni di italiani fecero domanda, poi accolta, per emigrare in Canada. Il flusso più consistente è cominciato all'inizio del XX secolo, quando oltre centomila italiani, principalmente dall'Italia meridionale, si trasferirono in Canada. Negli anni del secondo dopoguerra, e fino agli anni settanta del XX secolo, il Canada conobbe un secondo picco emigratorio, principalmente dal sud e dal nord-est dell'Italia, e anche con la presenza di sfollati dell'esodo giuliano dalmata. Quasi un milione di discendenti di italiani risiedono nella provincia dell'Ontario, che rende questa area una delle zone con maggiore concentrazione di italo-canadesi. Le città canadesi con maggiore insediamento di discendenti di emigrati italiani sono Hamilton, nell'Ontario, con ben 24.000 residenti aventi legami con la sola città siciliana di Racalmuto, Vaughan, che si trova vicino a Toronto, e la città di King, appena a nord di Vaughan, dove più del 30% della popolazione totale ha ascendenze italiane.

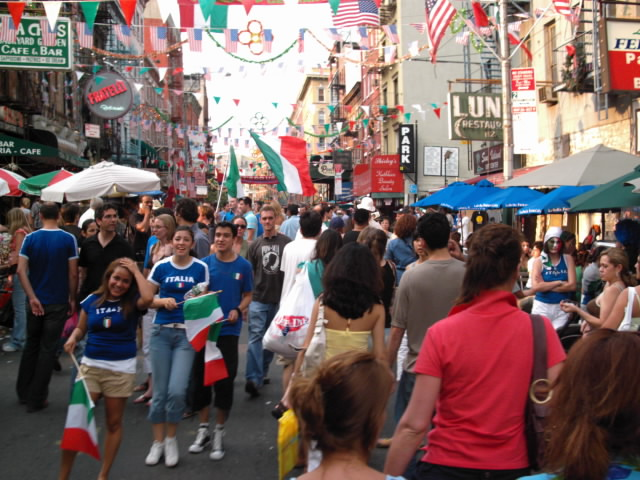
Festeggiamenti alla Little Italy di New York per la vittoria della nazionale italiana di calcio ai campionati mondiali del 2006.

A partire dalla fine del XIX secolo, e fino agli anni trenta del XX secolo, gli Stati Uniti d'America sono diventati una delle destinazioni principali degli emigrati italiani, con la maggior parte di essi che si sono insediati, perlomeno inizialmente, nell'area metropolitana di New York. Altre importanti comunità italo-americane si sono poi sviluppate, grazie a spostamenti interni, a Boston, Filadelfia, Chicago, Cleveland, Detroit, Saint Louis, Pittsburgh, Baltimora, San Francisco e New Orleans. Gli emigranti italiani negli Stati Uniti provenivano principalmente dalle regioni meridionali d'Italia, in particolare Campania, Puglia, Basilicata, Calabria e Sicilia. Gli italo-americani, che sono noti per vivere in una comunità etnica affiatata e orgogliosa delle proprie origini, hanno avuto una grande influenza nello sviluppo della moderna cultura americana, in particolare nella regione nord-orientale del Paese. Tali peculiarità sono state spesso rappresentate nel cinema e nella televisione statunitensi, con i personaggi che recitano con uno spiccato accento italo-americano. Sebbene molti non parlino correntemente l'italiano, secondo un censimento degli Stati Uniti del 2000, oltre 1 milione di essi parla l'italiano a casa come seconda lingua. New York City resta ancora la città dove è presente la più cospicua popolazione di origine italiana dell'America settentrionale, con il quartiere di Staten Island che ospita almeno 400.000 persone che rivendicano ascendenze italiane complete o parziali. Degni di nota, negli Stati Uniti, per la loro consistenza numerica, sono gli italiani dello Utah, gli italiani di Filadelfia e gli italiani di New Orleans. 
Sebbene l'immigrazione italiana nel Nord America abbia avuto come caratteristiche principali una provenienza prettamente meridionale e la tendenza a formare varie "Little Italies" all'interno di grandi realtà urbane ben consolidate, esistono rare eccezioni, come Tontitown, nell'Arkansas, città interamente fondata da coloni veneti alla fine del XIX secolo.
Un'altra comunità italiana molto cospicua è in Venezuela, che si è sviluppata soprattutto dopo la seconda guerra mondiale. Sono circa 1 milione le persone con almeno un antenato italiano, corrispondente al 3% della popolazione totale. Gli italo-venezuelani hanno ottenuto risultati significativi nella moderna società del Venezuela. L'ambasciata italiana calcola che un quarto delle industrie venezuelane non collegate al settore petrolifero siano direttamente o indirettamente possedute e/o gestite da italo-venezuelani.

### In Europa

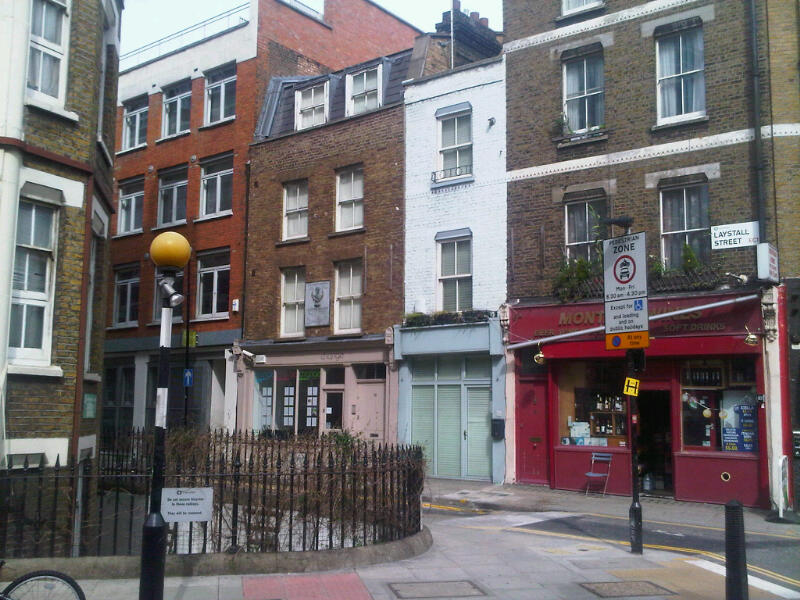
La casa di Giuseppe Mazzini in Laystall Street a Londra

L'emigrazione italiana in Francia è avvenuta, in diversi cicli migratori, dalla fine del XIX secolo ad oggi. La prima fase dell'immigrazione italiana nella Francia moderna (che avvenne tra il XVIII secolo e l'inizio del XX secolo) interessò prevalentemente l'Italia settentrionale (soprattutto Piemonte e Veneto) e quella centrale (Marche e Umbria): questi emigrati erano diretti principalmente in Provenza, che è la regione francese al confine con l'Italia. Fu solo dopo la seconda guerra mondiale che iniziò l'emigrazione in Francia di un consistente numero di immigrati provenienti dal sud dell'Italia, che si stabilì nelle aree industrializzate francesi, come la Lorena e le città di Parigi e Lione. Si stima che siano 5 milioni gli italo-francesi.

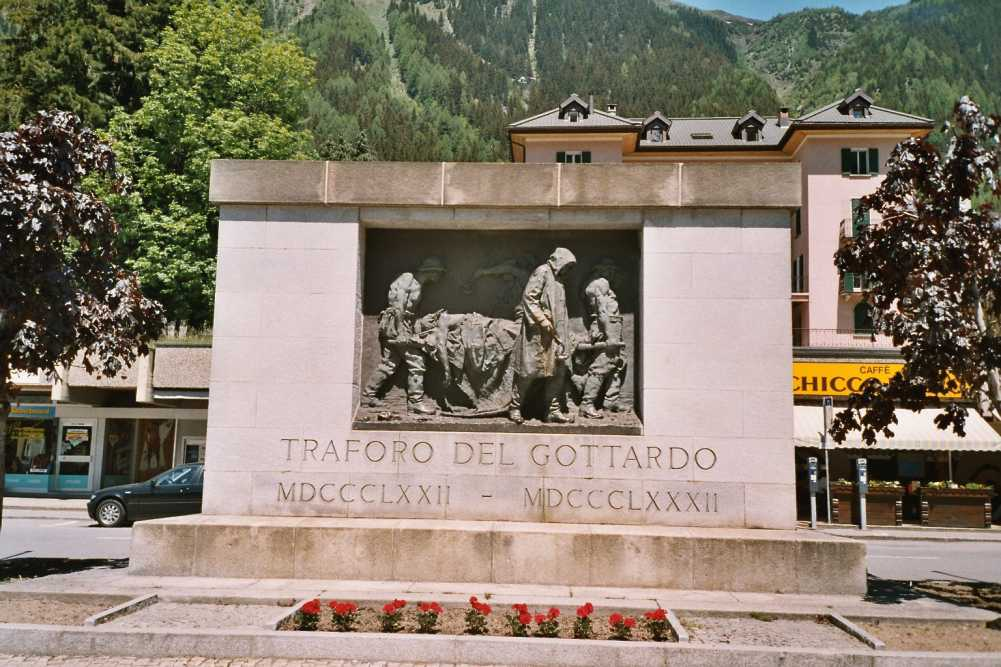
Monumento dello scultore ticinese Vincenzo Vela agli operai - in maggioranza italiani - caduti durante la costruzione della galleria del San Gottardo.

In Svizzera gli emigranti italiani (da non confondere con la popolazione autoctona di italofoni in Canton Ticino e nel Grigioni italiano) iniziarono a raggiungere il Paese a partire dalla fine del XIX secolo, la maggior parte dei quali tornò in Italia dopo l'ascesa del fascismo (1922). Il futuro capo supremo del fascismo Benito Mussolini emigrò in Svizzera nel 1902, dove aderì al movimento socialista. Una nuova ondata migratoria è iniziata dopo il 1945, favorita dalle leggi sull'immigrazione allora vigenti in Svizzera. Al 2017 gli italo-svizzeri ammontano a circa 500.000 unità.
Le città inglesi di Bedford e Hoddesdon ospitano una consistente comunità di italo-britannici. Un numero significativo di italiani arrivò a Bedford negli anni cinquanta del XX secolo per via della forte richiesta di manodopera, durante il boom edilizio del secondo dopoguerra dovuto alla ricostruzione post bellica: l'azienda che ne fece più richiesta fu la London Brick Company, che produce ancora oggi mattoni. Di conseguenza Bedford è diventata la città britannica con la più alta concentrazione di famiglie di origine italiana nel Regno Unito, e la terza in Europa con il più alto numero di immigrati italiani, visto che circa 20.000 abitanti, su un totale di 100.000, hanno ascendenze italiane. A Hoddesdon molti italiani, per lo più siciliani, emigrarono negli anni cinquanta del Novecento in cerca di lavoro. Qui la comunità italo-britannica, vista la sua consistenza, ha avuto anche un significativo impatto sociale.

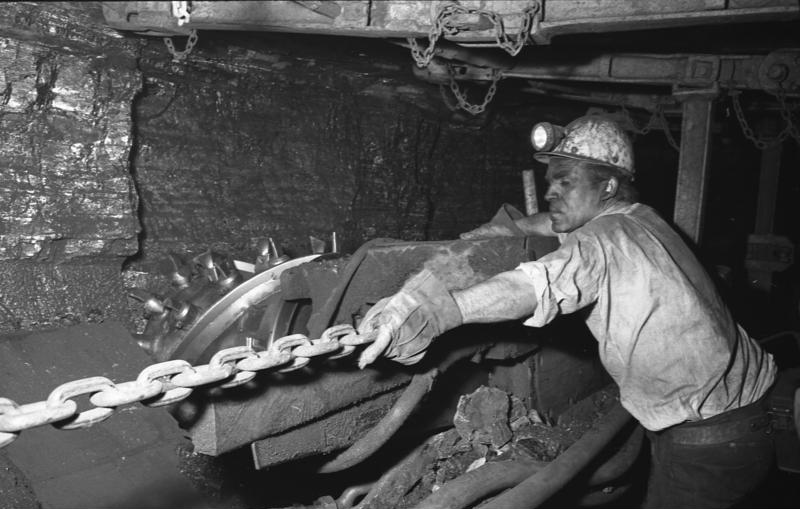
Lavoratore italiano in una miniera nei pressi di Duisburg, in Germania, nel 1962

Altra comunità italiana degna di nota sono gli italo-tedeschi. Negli anni novanta dell'Ottocento la Germania si trasformò da Paese di emigrazione a paese di immigrazione. A partire da questo periodo si espansero i flussi migratori dall'Italia (provenienti in massima parte da Friuli, Lombardia, Veneto ed Emilia-Romagna), e con essi aumentarono la consistenza numerica delle comunità italiane. Si passò infatti dai 4.000 italiani del 1871 agli oltre 120.000 censiti nel 1910. L'immigrazione italiana in Germania riprese dopo la salita al potere del nazismo (1933). Questa volta però non si trattò di una migrazione volontaria, ma di un reclutamento forzato di lavoratori italiani, in base ad un accordo stipulato nel 1937 tra Adolf Hitler e Benito Mussolini, per soddisfare la necessità di reperire manodopera a basso costo per le fabbriche tedesche, in cambio della fornitura di carbone all'Italia. Il 20 dicembre 1955 fu firmato un accordo bilaterale tra l'Italia e la Germania Ovest per il reclutamento e il collocamento della manodopera italiana nelle aziende tedesche. A partire da quella data si verificò un boom di flussi migratori verso la Germania Ovest, che furono molto più cospicui di quelli che si erano verificati tra la fine XIX secolo e l'inizio del XX secolo. Si calcola che dal 1956 al 1976 furono oltre 4 milioni gli italiani che fecero ingresso in Germania Ovest, 3,5 milioni dei quali rientrarono poi in Italia. Al 2017 gli italo-tedeschi sono circa 850.000.

### In Oceania

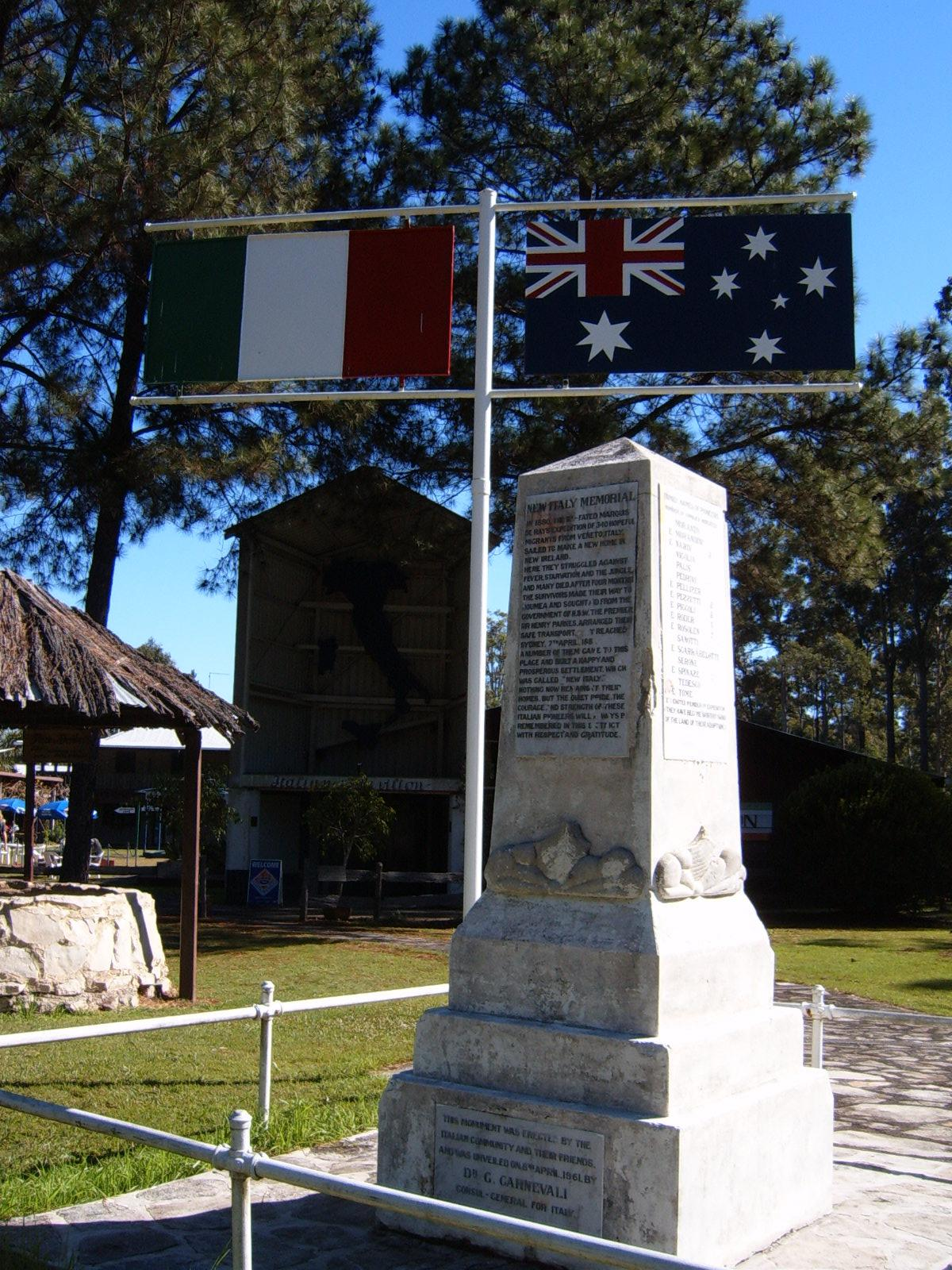
Memoriale dedicato ai primi coloni italiani che fondarono New Italy, sobborgo di Woodburn, Nuovo Galles del Sud, in Australia

Gli italiani giunsero per la prima volta in Australia nei decenni immediatamente successivi all'Unità d'Italia (1861). L'ondata più significativa avvenne dopo la fine della seconda guerra mondiale (1945), in particolare dal 1950 al 1965. Gli italo-australiani hanno avuto un impatto significativo sulla cultura, sulla società e sull'economia dell'Australia, sebbene abbiano attraversato periodi di discriminazione. Il censimento australiano del 2006 ha registrato 199.124 persone nate in Italia, e l'ascendenza italiana è la quinta più comune in Australia, con 852.418 italo-australiani. Gli italo-australiani, rispetto agli altri Paesi, hanno conosciuto un basso tasso di migrazione di ritorno verso l'Italia, probabilmente legato alla distanza tra i due Paesi.
A differenza dell'Australia, la Nuova Zelanda non ha mai conosciuto un consistente fenomeno immigratorio dall'Italia. Diverse centinaia di italiani, per lo più pescatori, emigrarono in Nuova Zelanda a partire dal 1890. Al 2011 si contano circa 3.500 italo-neozelandesi.

## Gli oriundi italiani
Nel XIX secolo e nel XX secolo quasi 30 milioni di italiani hanno lasciato l'Italia con destinazioni principali le Americhe, l'Australia e l'Europa occidentale. Si stima che il numero dei loro discendenti, che sono chiamati "oriundi italiani", sia compreso tra i 60 e gli 80 milioni Sono diffusi in differenti nazioni del mondo: le comunità più numerose sono in Brasile, Argentina, e Stati Uniti d'America. Si consideri che un oriundo può avere anche solo un antenato lontano nato in Italia, quindi la maggioranza degli oriundi ha solo il cognome italiano (e spesso neanche quello) ma non la cittadinanza italiana. In molti Paesi, specialmente del Sud America, le stime sono molto approssimative poiché non esiste alcun tipo di censimento sulle proprie origini (come accade invece negli Stati Uniti o in Canada). 

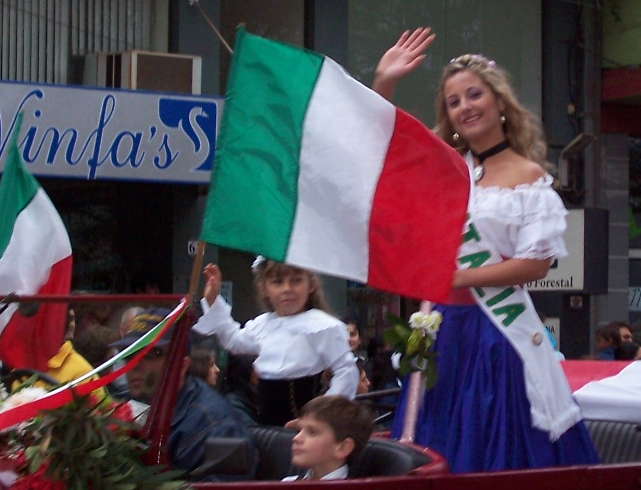
La comunità italiana durante la festa nazionale dell'immigrante, evento che si celebra nella città di Oberá in Argentina nei primi 15 giorni di settembre, a cui partecipano tutte le comunità argentine che sono discendenti di immigrati

Gli oriundi italiani costituiscono una popolazione di proporzioni assai cospicue. Solo in Argentina, secondo una stima, vi sarebbero decine di milioni di oriundi italiani e non meno nutrite sono le comunità negli Stati Uniti d'America e in Brasile, altre principali destinazioni del citato flusso migratorio a cavallo del Novecento. In molti altri Paesi europei le comunità italiane sono diffusamente distribuite, ma almeno nell'area Schengen la caduta di molte barriere nazionalistiche rende assai meno stringente il problema dei rapporti con la madrepatria. I concetti di multietnicità e naturalizzazione nel calcio hanno interessato l'intero mondo, tanto che ai Mondiali 2014 - nelle rose delle 32 Nazionali partecipanti - si contavano 83 oriundi.
In Italia, nazione in cui il fenomeno dell'emigrazione verso l'estero (soprattutto a cavallo fra il XIX e il XX secolo) si è sviluppato in proporzioni ingenti, il recupero del rapporto con le comunità di origine italiana formatesi nel mondo gode di crescente attenzione. Cominciano a essere emanate norme, particolarmente in ambiti regionali, che prevedono assistenza non più e non solo per coloro che sono nati in Italia e che espatriarono, ma anche per i loro discendenti (appunto gli oriundi), affinché si possa consolidare il legame identitario culturale d'origine. Ne è un esempio la legge della regione Veneto n°2 del 9 gennaio 2003, nella quale si dispongono diverse azioni in favore dell'emigrato, del coniuge superstite e dei discendenti fino alla terza generazione, al fine di «garantire il mantenimento della identità veneta e migliorare la conoscenza della cultura di origine».

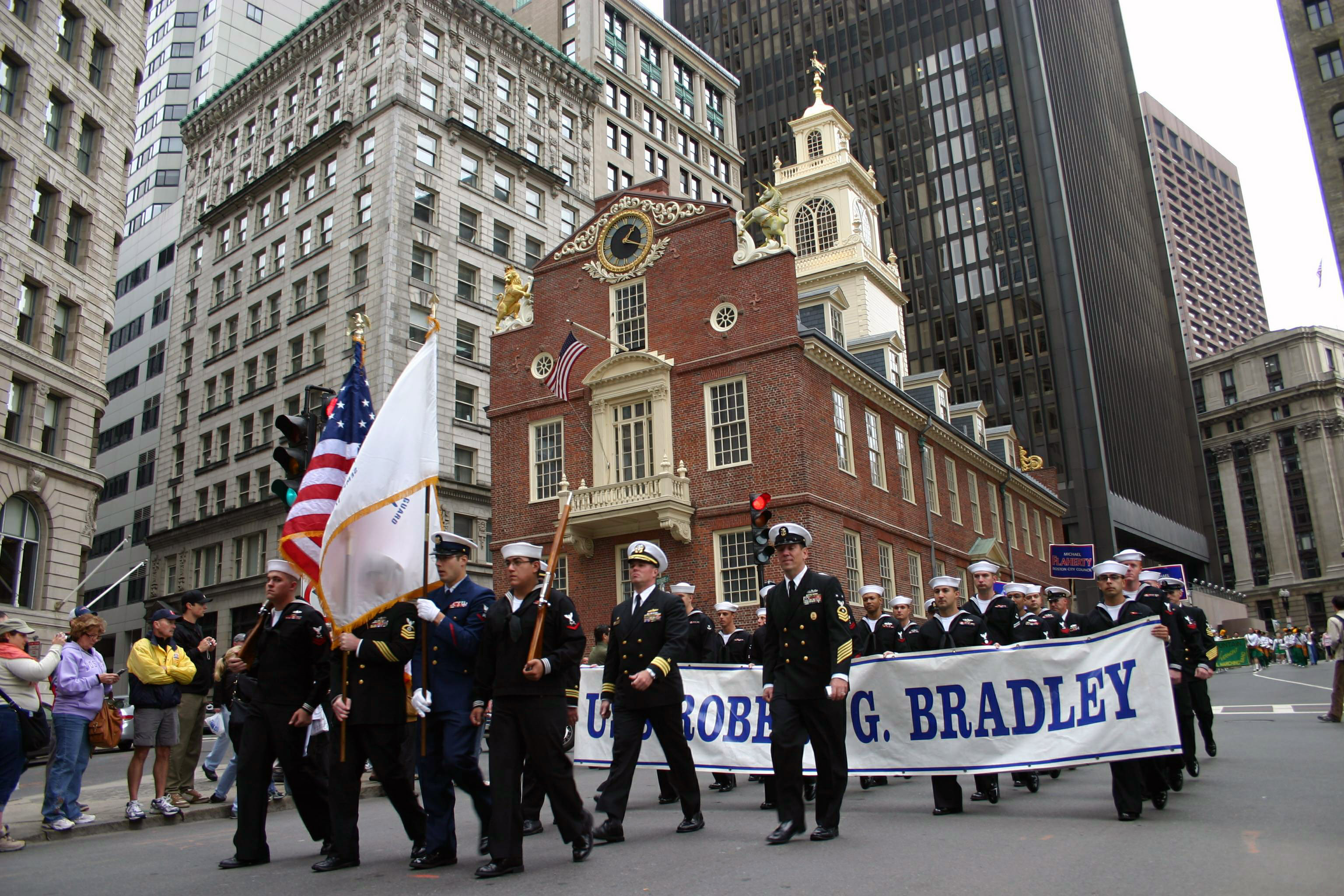
Parata del Columbus Day a Boston

Il termine "oriundo" è diffusamente usato per indicare un atleta, specialmente giocatore di calcio, rugby, calcio a 5, hockey su ghiaccio e su pista e pallacanestro di nazionalità straniera ma di origine italiana, equiparato nella normativa sportiva ai cittadini della penisola e perciò ammesso a far parte della squadra nazionale azzurra; è il caso dei calciatori Anfilogino Guarisi, Atilio Demaría, Luis Monti, Enrique Guaita e Raimundo Orsi campioni del mondo con la Nazionale nel 1934, di Michele Andreolo campione del mondo nel 1938 e di Mauro Germán Camoranesi, campione del mondo nel 2006, e di diversi altri calciatori a partire dagli anni 1930 fino a oggi.

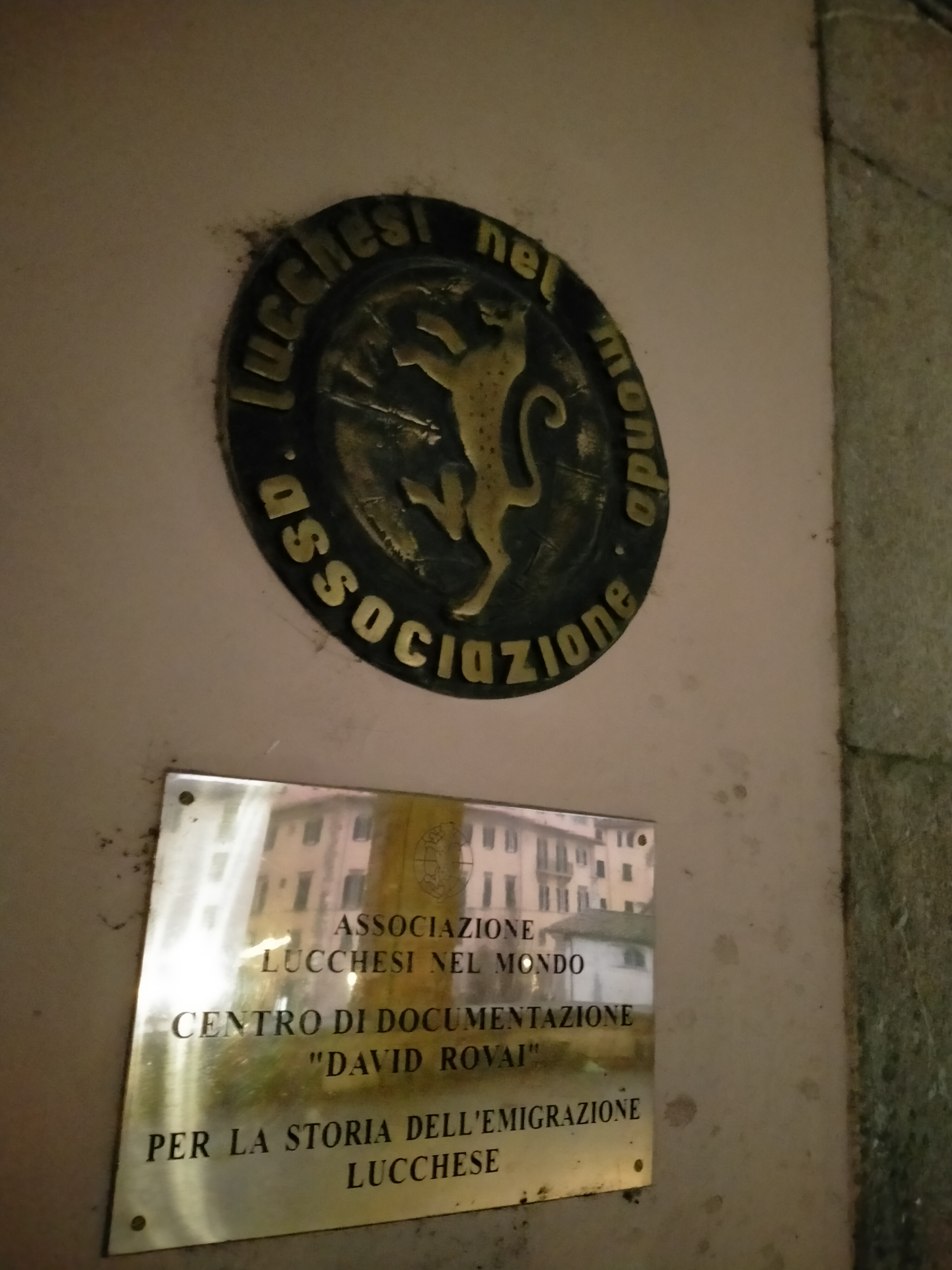
Associazione "Lucchesi nel Mondo" presso Lucca, una delle associazioni che si prefigge di mantenere il legame degli oriundi italiani con la località d'origine dei propri avi

Uno degli eventi più sentiti dagli oriundi italiani nelle Americhe è il Columbus Day (it. "Giorno di Colombo"), ricorrenza celebrata in molti Paesi per commemorare il giorno dell'arrivo di Cristoforo Colombo nel Nuovo Mondo il 12 ottobre 1492. Feste simili come la Giornata Nazionale di Cristoforo Colombo in Italia, il Día de las Culturas (it. "Giorno delle culture") in Costa Rica, il Discovery Day (it. "Giorno della scoperta") nelle Bahamas, il Día de la Hispanidad (it. "Giorno della Ispanità") in Spagna e il Día de la Resistencia Indígena (it. "Giorno della resistenza indigena") in Venezuela celebrano lo stesso evento. Il Columbus Day è stato commemorato per la prima volta da italiani a San Francisco nel 1869, seguendo le molte celebrazioni legate all'Italia che venivano organizzate a New York. Gli italoamericani sentono molto questa festività e sono particolarmente orgogliosi del fatto che sia stato Cristoforo Colombo, un navigatore italiano, il primo europeo a scoprire il continente americano.
| Nazione     | Oriundi                            | Comunità                      | Note           |
| ----------- | ---------------------------------- | ----------------------------- | -------------- |
| Brasile     | 27 200 000 (circa 13% pop. totale) | italo-brasiliani (categoria)  | [ 99 ] [ 100 ] |
| Argentina   | 25 000 000 (circa 62% pop. totale) | italo-argentini (categoria)   | [ 92 ] [ 101 ] |
| Stati Uniti | 17 250 000 (circa 6% pop. totale)  | italoamericani (categoria)    | [ 102 ]        |
| Francia     | 4 000 000 (circa 6% pop. totale)   | italo-francesi (categoria)    | [ 92 ] [ 103 ] |
| Colombia    | 2 000 000 (circa 4,3% pop. totale) | italo-colombiani (categoria)  | [ 104 ]        |
| Canada      | 1 445 335 (circa 4% pop. totale)   | italo-canadesi (categoria)    | [ 105 ]        |
| Perù        | 1 400 000 (circa 3% pop. totale)   | italo-peruviani (categoria)   | [ 106 ]        |
| Uruguay     | 1 200 000 (circa 35% pop. totale)  | italo-uruguaiani (categoria)  | [ 68 ] [ 92 ]  |
| Venezuela   | 1 000 000 (circa 3% pop. totale)   | Italo-venezuelani (categoria) | [ 107 ]        |
| Australia   | 916 000 (circa 4% pop. totale)     | italo-australiani (categoria) | [ 108 ]        |
| Messico     | 850 000 (<1% pop. totale)          | italo-messicani (categoria)   |                |
| Germania    | 700 000 (<1% pop. totale)          | italo-tedeschi (categoria)    | [ 93 ]         |
| Svizzera    | 527 817 (circa 7% pop. totale)     | italo-svizzeri (categoria)    | [ 93 ]         |
| Regno Unito | 500 000 (<1% pop. totale)          | italo-britannici (categoria)  |                |
| Belgio      | 290 000 (circa 2,6% pop. totale)   | italo-belgi (categoria)       | [ 109 ]        |
| Cile        | 150 000 (<1% pop. totale)          | Italo-cileni (categoria)      | [ 110 ]        |
| Paraguay    | 100 000 (circa 1,4% pop. totale)   | Italo-paraguaiani (categoria) |                |

Va precisato che queste stime si riferiscono agli oriundi, e quindi non tengono conto degli italiani residenti all'estero, che sono invece censiti dall'anagrafe degli italiani residenti all'estero (AIRE).
Altre comunità di oriundi italiani degne di nota sono gli italo-tunisini, gli italo-egiziani, gli italo-marocchini, gli italo-algerini, gli italo-sudafricani, gli italo-boliviani, gli italo-dominicani, gli italo-portoricani, gli italo-austriaci, gli italo-bosniaci, gli italo-greci, gli italo-islandesi, gli italo-levantini, gli italo-lussemburghesi, gli italo-romeni, gli italo-sammarinesi, gli italo-svedesi, gli italo-libanesi, gli italo-neozelandesi, gli italo-libici, gli italo-eritrei, gli italo-etiopici e gli italo-somali.

## L'emigrazione interna

Italiani che abbandonano Pola via nave durante l'esodo giuliano dalmata

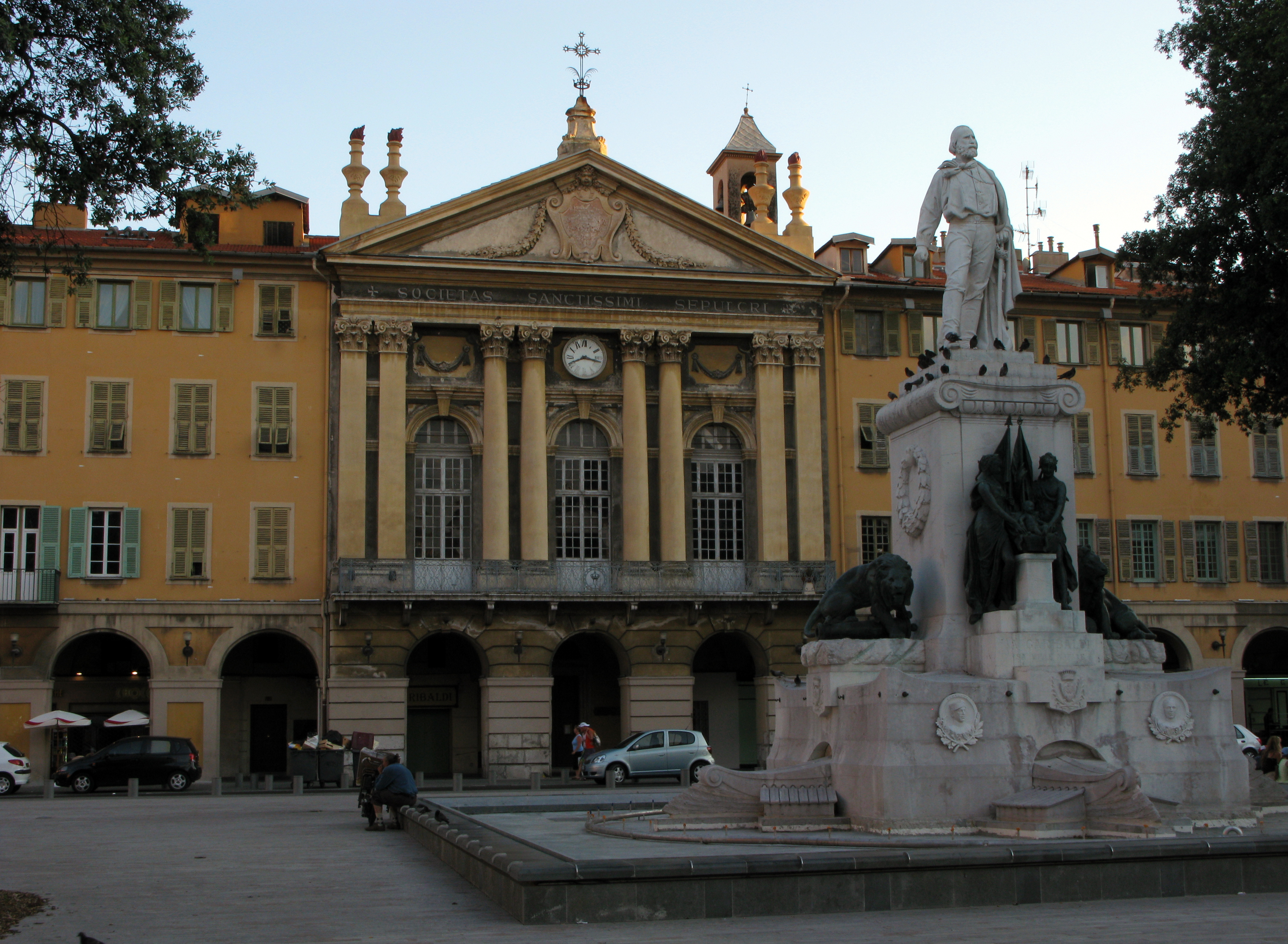
Monumento a Giuseppe Garibaldi nella piazza omonima a Nizza

La prima emigrazione interna, cioè compresa all'interno dei confini geografici dell'Italia, avvenne tra la seconda metà dell'Ottocento e la prima metà del Novecento. Fu quella che interessò il trasferimento di migranti stagionali dai territori "irredenti", ovvero non ancora annessi alla madre patria (Trentino-Alto Adige e Venezia Giulia), verso il vicino Regno d'Italia. Gli uomini in genere lavoravano come "segantini" (cioè impiegati nella sega a mano dei tronchi), "moléti" (arrotini) e salumai; le donne emigravano invece per lavorare nelle città come badanti o come personale di servizio nelle famiglie abbienti. Tale emigrazione era usualmente stagionale (soprattutto per gli uomini) e caratterizzava il periodo invernale durante il quale i contadini non potevano lavorare la terra. Questo contesto migratorio di fine Ottocento fu studiato dal sacerdote trentino e giudicariese don Lorenzo Guetti, padre della cooperazione trentina, che in un suo articolo scriveva: "Se non ci fosse l'Italia, noi giudicariesi, dovremmo crepare dalla fame".
Un'altra emigrazione interna, che interessò i medesimi territori, ma in un contesto storico completamente diverso, fu l'esodo giuliano dalmata, noto anche come "esodo istriano", che consistette nella diaspora forzata della maggioranza dei cittadini di etnia e di lingua italiana che si verificò a partire dalla fine della seconda guerra mondiale (1945), e negli anni successivi, dai territori del Regno d'Italia prima occupati dall'Esercito Popolare di Liberazione della Jugoslavia del maresciallo Josip Broz Tito e successivamente annessi dalla Jugoslavia. Il fenomeno, susseguente agli eccidi noti come massacri delle foibe, coinvolse in generale tutti coloro che diffidavano del nuovo governo jugoslavo e fu particolarmente rilevante in Istria e nel Quarnaro, dove si svuotarono dai propri abitanti interi villaggi e cittadine. Nell'esilio furono coinvolti tutti i territori ceduti dall'Italia alla Jugoslavia con il trattato di Parigi e anche la Dalmazia, dove vivevano i dalmati italiani.
Si stima che l'esodo giuliano-dalmata abbia interessato un numero compreso tra i 250.000 e i 350.000 italiani. I massacri delle foibe e l'esodo giuliano-dalmata sono ricordati dal Giorno del ricordo, solennità civile nazionale italiana celebrata il 10 febbraio di ogni anno. In questo contesto avvenne anche l'esodo dei cantierini monfalconesi, ovvero dei circa 2.500 lavoratori del Friuli-Venezia Giulia che a cavallo tra il 1946 e il 1948 emigrarono in Jugoslavia per offrire le proprie competenze professionali presso i cantieri navali di Fiume e di Pola, da poco ceduti dall'Italia alla Jugoslavia in seguito al trattato di Parigi. Molti profughi giuliani e dalmati si stabilirono oltre il nuovo confine, nel territorio rimasto italiano, soprattutto a Trieste e nel Nord-Est. Altri emigrarono in Europa e decine di migliaia nel resto del mondo. In America gli esuli si stabilirono prevalentemente in Stati Uniti, Canada, Argentina, Venezuela e Brasile; in Australia si concentrarono maggiormente nelle città più grandi, Sydney e Melbourne. Ovunque siano andati, gli esuli hanno organizzato associazioni che si sono dedicate alla conservazione della propria identità culturale, pubblicando numerosi testi sui fatti luttuosi del periodo bellico e post-bellico.
Ci fu anche un'emigrazione storica di italofoni dalla Francia all'Italia. La Corsica passò dalla Repubblica di Genova alla Francia nel 1770, mentre la Savoia e l'area intorno a Nizza passarono dal Regno di Sardegna alla Francia nel 1860: in entrambi i casi si ebbe un fenomeno di francesizzazione, con conseguente emigrazione di italofoni verso l'Italia e la quasi totale scomparsa della lingua italiana da queste zone. Per quanto riguarda Nizza, il fenomeno emigratorio verso l'Italia è conosciuto come "esodo nizzardo".

Il "Treno del sole", convoglio che attraversava l'Italia da Palermo a Torino e che era destinato agli emigranti meridionali che si dirigevano al nord

L'emigrazione interna ai confini nazionali italiani continuò, seppur numericamente limitata ma questa volta estesa a tutta Italia, durante l'epoca fascista, ovvero dagli anni venti agli anni quaranta del Novecento, questa volta. Il regime guidato da Benito Mussolini era però contrario a questi movimenti migratori, tant'è che mise in atto dei provvedimenti legislativi che ostacolarono, ma non fermarono, questi spostamenti. Un esempio fu una legge del 1939 che consentiva il trasferimento in un altro comune italiano solo nel caso in cui il migrante fosse stato in possesso di un contratto di lavoro di un'azienda che aveva sede nella municipalità di destinazione. All'epoca i flussi migratori interni interessavano anche i trasferimenti dalle campagne alle città, movimenti che sono definiti, più propriamente, "mobilità" interna: per "emigrazione" si intendono infatti i flussi da una regione italiana all'altra.

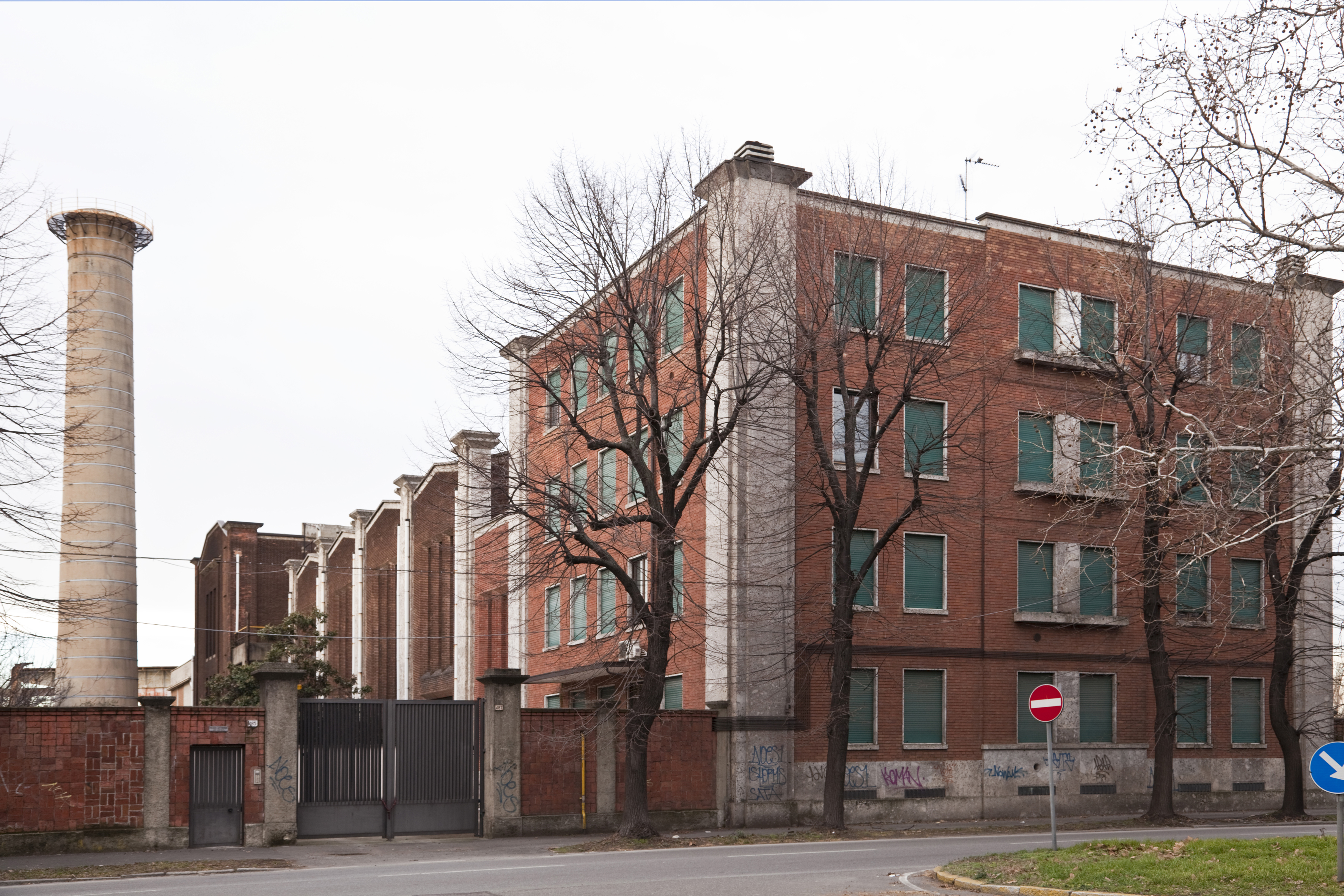
Scorcio delle Acciaierie Falck di Sesto San Giovanni (MI), in Lombardia

Con la caduta del fascismo (1943) e la fine della seconda guerra mondiale (1945) iniziò un imponente flusso migratorio interno che interessò il trasferimento di emigranti da una regione italiana all'altra. Questa emigrazione interna venne sostenuta e fatta costantemente crescere dalla crescita economica che l'Italia conobbe tra gli anni cinquanta e gli anni sessanta del XX secolo (il cosiddetto "boom economico"). Dato che questa crescita dell'economia riguardava perlopiù l'Italia nord-occidentale, che fu coinvolta dalla nascita di molte attività industriali, i fenomeni migratori interessarono i contadini del Triveneto e dell'Italia meridionale, che iniziarono a trasferirsi in grandi numeri nelle zone più industrializzate del Paese. Anche altre aree dell'Italia settentrionale furono interessate da fenomeni di emigrazione: un esempio sono le zone rurali di Mantova e Cremona. Le mete di questi emigranti lombardi furono principalmente Milano, Torino, Varese, Como, Lecco e la Brianza.
La popolazione rurale delle aree sopraccennate iniziò a emigrare nei grandi centri industriali del nord-ovest, soprattutto nel cosiddetto "triangolo industriale, ovvero nell'area compresa fra le città di Torino, Milano e Genova. Anche alcune città dell'Italia centrale e meridionale (come Roma, che fu oggetto di immigrazione per via delle assunzioni lavorative in campo amministrativo e nel settore terziario) conobbero un cospicuo flusso immigratorio. A questi movimenti migratori si affiancarono altri flussi di intensità minore, come i trasferimenti dalle campagne alle città minori e gli spostamenti dalle zone montagnose alle pianure. 

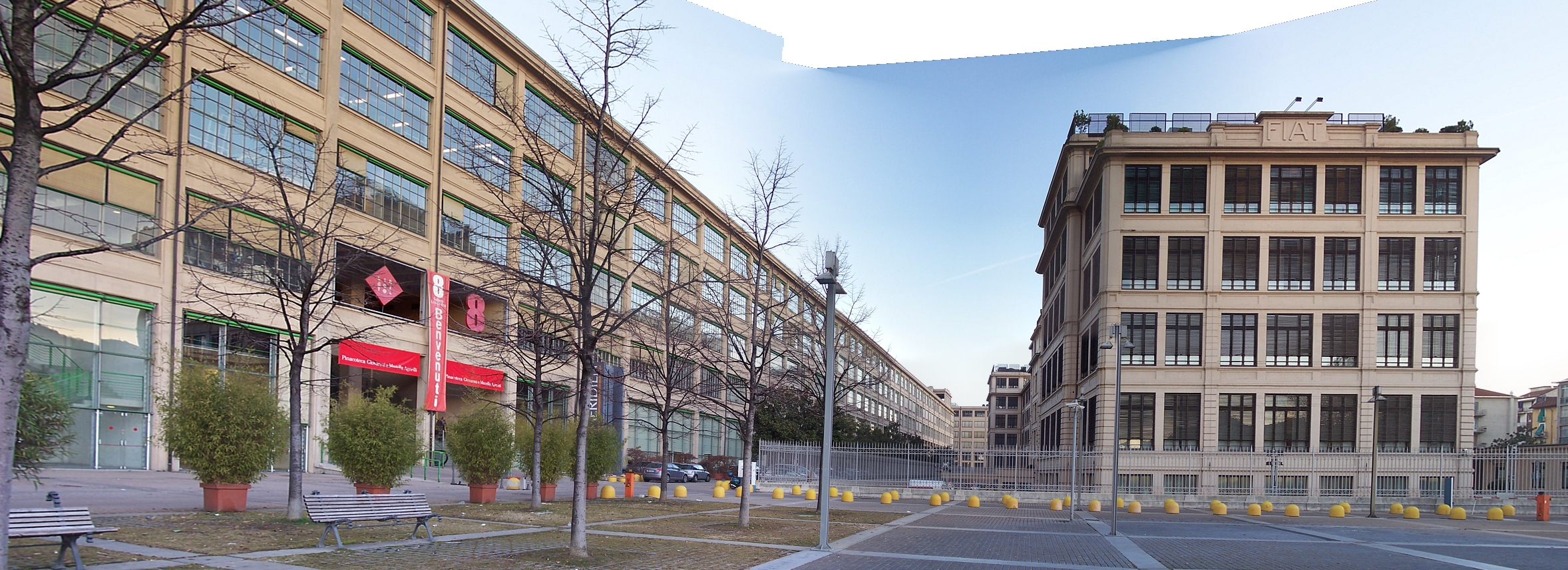
L'ex stabilimento FIAT del Lingotto a Torino

I motivi principali che fecero nascere questo imponente flusso migratorio erano legati alle condizioni di vita nei luoghi di origine degli emigranti (che erano assai dure), all'assenza di lavoro stabile, all'alto tasso di povertà, alla scarsa fertilità di molte zone agricole, alla frammentazione delle proprietà terriere (fenomeno dovuto al fatto che la terra venisse costantemente suddivisa tra gli eredi, frazionandosi sempre di più con il passare delle generazioni, con la conseguenza di non essere più in grado di soddisfare i bisogni delle famiglie che la lavoravano), che caratterizzava soprattutto l'Italia meridionale, e all'insicurezza causata dalla criminalità organizzata. A ciò si aggiunse il divario economico tra l'Italia settentrionale e quella meridionale, che si ampliò durante il boom economico: ciò fu un ulteriore stimolo, per gli italiani del sud, a emigrare verso il nord del Paese. Le motivazioni furono quindi le medesime di quelle che spinsero milioni di italiani a emigrare all'estero.
Il picco dei movimenti migratori interni fu toccato a metà degli anni sessanta del XX secolo, tra il 1955 e il 1963. In cinque anni, dal 1958 al 1963, si trasferirono dall'Italia meridionale un milione trecentomila persone. Le registrazioni agli uffici anagrafici delle città del triangolo industriale triplicarono, passando dai 69.000 nuovi arrivi del 1958 alle 183.000 nuove iscrizioni del 1963 e ai 200.000 nuovi trasferimenti del 1964. La città di Torino, che conobbe un cospicuo fenomeno immigratorio, registrò 64.745 nuovi arrivi nel 1960, 84.426 nel 1961 e 79.742 nel 1962. Il flusso migratorio fu così ingente che le Ferrovie dello Stato istituirono un apposito convoglio, detto "Treno del Sole", che partiva da Palermo e arrivava a Torino dopo aver attraversato tutta la penisola italiana.

Interno dello stabilimento Innocenti di Lambrate, a Milano, dove si fabbricava la Lambretta

Poi iniziò la lenta decrescita, con i flussi migratori dal Veneto che, già alla fine degli anni sessanta del XX secolo, si arrestarono per via delle migliori condizioni di vita che si iniziavano ad avere in questi luoghi. Le migrazioni dall'Italia meridionale, sebbene rallentate, non si esaurirono, facendo aumentare la loro percentuale rispetto alle migrazioni interne totali: se tra il 1952 e il 1957 esse rappresentavano il 17% del totale, le migrazioni dal sud del Paese passarono a costituire, tra il 1958 e il 1963, il 30% del totale.
L'ultimo picco di trasferimenti dal sud al nord dell'Italia si ebbe tra il 1968 e il 1970. A Torino nel 1969 vennero registrati 60.000 arrivi, metà dei quali provenivano dall'Italia meridionale, mentre in Lombardia, nello stesso anno, giunsero 70.000 immigrati. A Torino questo picco migratorio fu acuito dalla FIAT, che fece un'importante campagna di assunzioni: solo nell'azienda torinese vennero assunti, in questi anni, 15.000 migranti provenienti dal sud. Questi numeri fecero sorgere molti problemi nel capoluogo torinese, su tutti quello degli alloggi. Tale costante flusso di persone fece crescere la popolazione di Torino da 719.000 abitanti del 1951 a 1.168.000 del 1971, creando non pochi disagi sociali. Dopo il 1970 ci fu una forte contrazione degli arrivi, da cui conseguì l'arresto quasi totale dell'emigrazione interna, che avvenne durante la crisi energetica del 1973. Questo azzeramento dei trasferimenti fu accompagnato dal flusso migratorio inverso: molti dei migranti tornarono nei loro luoghi di origine.
Complessivamente gli italiani che si trasferirono dall'Italia meridionale a quella settentrionale furono quattro milioni. Anche il flusso migratorio dalle campagne alle grandi città conobbe una contrazione per poi arrestarsi negli anni ottanta del XX secolo. Parallelamente, crebbero invece i movimenti migratori verso le città medie e quelli destinati ai borghi di piccole dimensioni.
Negli anni novanta del XX secolo i flussi migratori dal sud al nord del Paese sono ricominciati con una certa consistenza, fermo restando che il loro tenore non è paragonabile a quello registrato negli anni sessanta. Il fenomeno è stato registrato dall'istituto Svimez ("Associazione per lo sviluppo dell'industria nel Mezzogiorno"). I flussi migratori continuano a provenire dalle regioni dell'Italia meridionale, con le destinazioni prevalenti che sono il nord-est del Paese e l'Italia centrale. Le regioni più attive nel ricevere immigrati interni sono la Lombardia orientale, il Veneto, l'Emilia-Romagna, la Toscana e l'Umbria.

## Filmografia

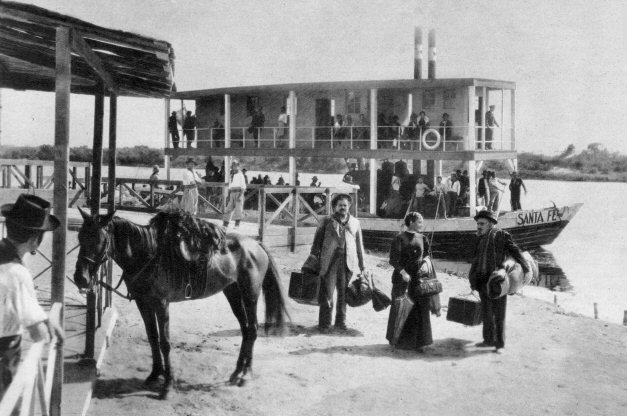
Una scena del film Passaporto rosso

Una scena del film Sacco e Vanzetti

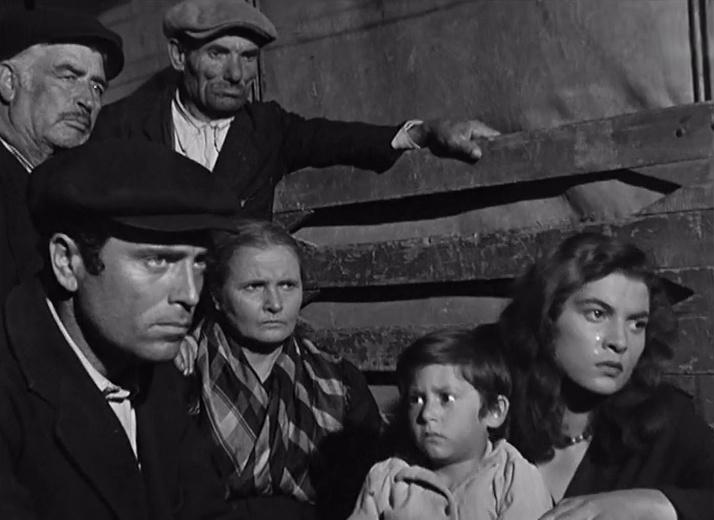
Una scena del film Il cammino della speranza

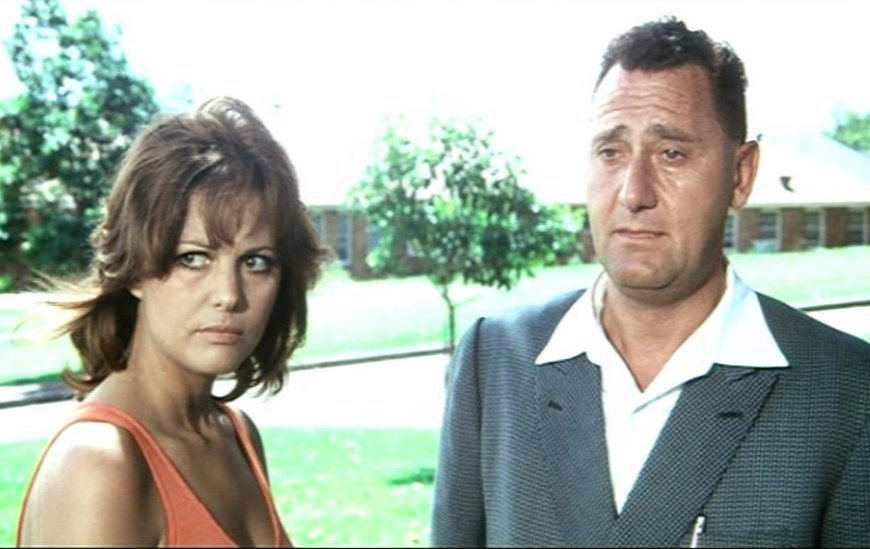
Una scena del film Bello, onesto, emigrato Australia sposerebbe compaesana illibata

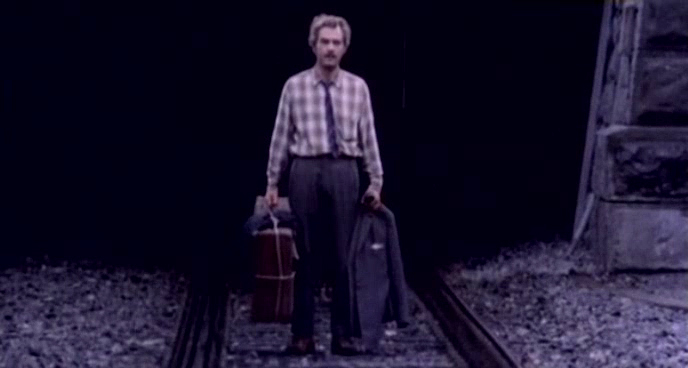
Una scena del film Pane e cioccolata

### Cinema
- L'emigrante di Febo Mari (1915)
- Gli emigranti di Gino Zaccaria (1915)
- Passaporto rosso di Guido Brignone (1935)
- Emigrantes di Aldo Fabrizi (1949)
- La città dolente di Mario Bonnard (1949)
- Il cammino della speranza di Pietro Germi (1950)
- Napoletani a Milano di Eduardo De Filippo (1953)
- I magliari di Francesco Rosi (1959)
- Rocco e i suoi fratelli di Luchino Visconti (1960)
- Siamo italiani di Alexander J. Seiler (1964)
- Il gaucho di Dino Risi (1964)
- Riusciranno i nostri eroi a ritrovare l'amico misteriosamente scomparso in Africa? di Ettore Scola (1968)
- Bello, onesto, emigrato Australia sposerebbe compaesana illibata di Luigi Zampa (1971)
- Sacco e Vanzetti di Giuliano Montaldo (1971)
- Il padrino di Francis Ford Coppola (1972)
- Il padrino - Parte II di Francis Ford Coppola (1974)
- Pane e cioccolata di Franco Brusati (1974)
- Emigration di Nino Jacusso (1978)
- I fabbricasvizzeri di Rolf Lyssy (1978)
- Alamanya Alamanya, Germania Germania di Hans Andreas Guttner (1979)
- Ritorno a casa di Nino Jacusso (1980)
- China Girl di Abel Ferrara (1987)
- Fa' la cosa giusta di Spike Lee (1989)
- Nel continente nero di Marco Risi (1992)
- O Quatrilho - Il quadriglio di Fábio Barreto (1995)
- Il barbiere di Rio di Giovanni Veronesi (1996)
- Big Night di Campbell Scott e Stanley Tucci (1996)
- Oriundi di Ricardo Bravo (1999)
- Terza generazione di Kate Woods (2000)
- Azzurro di Denis Rabaglia (2000)
- Vento di settembre di Alexander J. Seiler (2002)
- Corrispondenza d'amore di Jan Sardi (2004)
- Monongah, Marcinelle americana di Silvano Console (2006)
- Nuovomondo di Emanuele Crialese (2006)
- Merica di Federico Ferrone, Michele Manzolini e Francesco Ragazzi (2007)
- Indovina chi sposa mia figlia! di Neele Vollmar (2009)
- Una vita tranquilla di Claudio Cupellini (2010)
- Dreamland - La terra dei sogni di Sebastiano Sandro Ravagnani (2010)
- Itaker - Vietato agli italiani di Toni Trupia (2012)
- Non ho l'età di Olmo Cerri (2017)
- Manodopera di Alain Ughetto (2022)
- Napoli - New York di Gabriele Salvatores (2024)

### Televisione
- Sacco e Vanzetti di Giacomo Colli (1977)
- Mamma Lucia di Stuart Cooper (1988)
- Terra nostra di Carlos Magalhães, Jayme Monjardim e Marcelo Travesso (1999-2000)
- Les ritaliens - Un'aria italiana di Philomène Esposito (2000)
- Come l'America di Andrea e Antonio Frazzi (2001)
- Lo zio d'America di Rossella Izzo (2002-2006)
- Marcinelle di Andrea e Antonio Frazzi (2003)
- La terra del ritorno di Jerry Ciccoritti (2004)
- Sacco & Vanzetti di Fabrizio Costa (2005)
- La vita promessa di Ricky Tognazzi (2018-2020)
- Volevamo andare lontano - Bella Germania di Gregor Schnitzler (2019)